# Wacken Open Air
Das Wacken Open Air (stilisierte Schreibweise W:O:A) ist ein erstmals 1990 abgehaltenes Heavy-Metal-Festival. Es findet jährlich am ersten Augustwochenende in der Gemeinde Wacken in Schleswig-Holstein statt und wird von der WOA Festival GmbH ausgerichtet. Nahezu alle Spielarten des Hard Rock und Metal sind auf dem Festival vertreten. Es ist eines der größten Heavy-Metal-Festivals der Welt und gehört zu den größten Open-Air-Festivals innerhalb Deutschlands. Im Jahr 2024 kamen 85.000 zahlende Besucher.
Die für vom 30. Juli bis 1. August 2020 geplante Ausgabe wurde Mitte April wegen der COVID-19-Pandemie abgesagt und durch ein Online-Festival ersetzt, bei dem Konzerte gestreamt und kostenlos veröffentlicht wurden. Auch im Folgejahr fiel das Festival aus. Das vorletzte Wacken Open Air fand vom 31. Juli bis 3. August 2024 statt, für das in Rekordzeit 85.000 Karten verkauft wurden.
Im Jahre 2019 verkauften die beiden Festivalgründer Thomas Jensen und Holger Hübner die Mehrheitsanteile vom Wacken Open Air und den verbundenen Firmen an den britischen Festivalbetreiber Superstruct Entertainment. Seit dessen Übernahme durch den umstrittenen US-Finanzinvestors KKR im Juli 2024 befindet sich das Wacken Open Air zu 68,9 % in dessen Besitz. Die restlichen Anteile halten mit je 15,5 % weiterhin Jensen und Hübner.

## Geschichte

### Vorgeschichte
Die Idee für das Wacken Open Air entstand 1989 bei einem gemeinsamen Gaststättenbesuch von Thomas Jensen und Holger Hübner. Sie machten Wacken „zur Welt-Hauptstadt des Heavy Metal“, befand Schleswig-Holsteins Ministerpräsident Daniel Günther dreißig Jahre später, als er sie 2019 mit dem Verdienstorden des Landes Schleswig-Holstein auszeichnete. Beide lebten 1989 in Wacken und waren befreundet, Jensen spielte den E-Bass bei der Rock- und Coverband Skyline. Hübner war Discjockey mit Schwerpunkt auf Rockmusik und Heavy Metal. Jensen und Hübner entwickelten die Idee, in einer Kiesgrube in Wacken ein Open-Air-Konzert zu veranstalten, und überredeten auch den Skyline-Schlagzeuger Andreas Göser und Jörg Jensen, den Bruder von Thomas Jensen, sie mit umzusetzen. Die Grube diente bis dahin auch dem Motorradverein „No Mercys“ als Veranstaltungsort für Treffen mit bis zu 3000 Personen, so dass sie sich für die Pläne der beiden bestens eignete und man zudem die Möglichkeit hatte, die Motorradfans von der Idee zu begeistern. Bereits zu Beginn war klar, dass der Schwerpunkt der Veranstaltung auf dem Bereich Rock und Metal liegen sollte und dass zudem im Gegensatz zu den damals üblichen eintägigen Festivals, wie Monsters of Rock oder dem Super Rock in Mannheim, eine Möglichkeit zum Camping geboten werden sollte.

### Frühe Jahre und Entwicklung

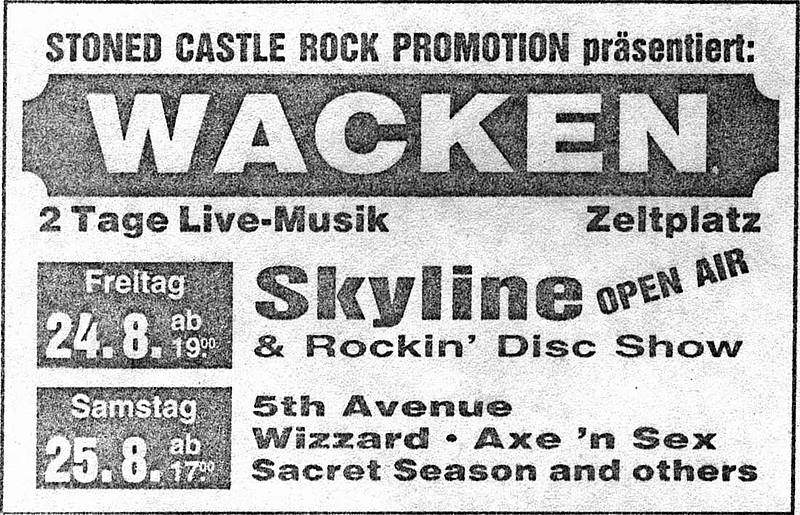
Werbeanzeige für das Wacken Open Air 1990. Der Eintritt kostete 12 Mark.

Das zweitägige Festival fand im Folgejahr am 24. und 25. August 1990 in der Kiesgrube statt und hatte kaum 800 Besucher. Die auftretenden Bands kamen alle aus Deutschland, außer der Gruppe Skyline spielten 5th Avenue, Motoslug, Sacret Season, Axe ’n Sex und Wizzard. Der Eintritt kostete 12 Mark. Die ersten Festivals wurden vor allem privat organisiert, wobei die Technik auf einem geliehenen Anhänger einer örtlichen Spedition aufgebaut und die Bühne selbst gebaut wurde.
Auch in den Folgejahren wurden die meisten Aufgaben in Eigenarbeit realisiert. So wurde beispielsweise die Kartenbestellung bis August 1994 von Andy Gösers Mutter Regina Göser privat organisiert und die Aufgaben der Security bis 1996 von befreundeten Motorradclubs übernommen. 1991 erhöhte sich das Besucheraufkommen auf 1300 Besucher und erneut standen mit Skyline sowie Bon Scott, einer AC/DC-Coverband aus Hamburg, Gypsy Kyss, Kilgore, Life Artist, Ruby Red, Shanghai’d Guts ausschließlich regionale Bands auf der Bühne. Ebenfalls 1990 wurde das Schädel-Logo von Mark Ramsauer entworfen, nachdem die Grundform bereits von Thomas Jensen und Holger Hübner festgelegt worden war. Der Kuhschädel verweist auf die Kuhwiese als Veranstaltungsort sowie auf Jensen und Hübner als „Jungs vom Dorf“.
1992 veränderte sich das Programm dahingehend, dass mit Blind Guardian und Saxon erstmals international renommierte Bands in Wacken auftraten und die Anzahl der Bands auf 26 stieg, darunter auch Bands aus Schweden, den USA, Irland und Belgien. Die Organisatoren setzten erstmals eine professionelle Bühne mit Lichtanlage und PA ein und konnten die Zigarettenmarke Prince Denmark als Sponsor gewinnen. Im DJ-Zelt wurde in dem Jahr neben der Hauptbühne mit der Party Stage eine zweite Bühne aufgebaut, auf der ausschließlich Cover- und Spaßbands auftreten sollten. Der Zeltplatz wurde wegen des erhöhten Platzbedarfes auf die benachbarten Wiesen des Landwirts Uwe Trede († 2021) verlegt, der in den Folgejahren zu einer zentralen Person der Wacken-Organisation und spätestens seit dem Film Full Metal Village zur Kultfigur des Wacken Open Air avancierte. Unter anderem wegen der Mehrkosten für die Müllbeseitigung nach dem Konzert auf dem Zeltplatz, auf dem neben 2500 zahlenden Gästen viele weitere anwesend waren und feierten, sowie insbesondere durch die deutlich überdimensionierte Security verzeichneten die Veranstalter in diesem Jahr jedoch ein Bilanzminus von etwa 25.000 D-Mark.
1993 wies das Wacken Open Air mit der Wiedervereinigung der Band Fates Warning beim Festival eine Besonderheit auf, und auch in den Folgejahren machte es sich durch besondere Bandkonstellationen und Wiedervereinigungen einen Namen. Zugleich konnten mit Doro Pesch und anderen bekannten Bands interessante Auftritte organisiert werden, die für einen neuen Besucherrekord von 3500 zahlenden Kunden sorgten. Parallel versuchten sich die Veranstalter als lokaler Konzertveranstalter und organisierten mit ihrer Stoned Castle Promotion unter anderem ein Konzert der Band Motörhead für 2000 Zuschauer in Flensburg, das jedoch nicht die Promotionkosten decken konnte. Eine Show für Dio/Freak of Nature wurde mit nur 167 verkauften Karten zum Desaster und gemeinsam mit dem Open Air, das erneut ein Minus einbrachte, entstanden Schulden der Veranstalter in Höhe von etwa 350.000 D-Mark. In der Folge stiegen Jörg Jensen und Andreas Göser aus dem Organisationsteam aus; es verblieben Holger Hübner und Thomas Jensen sowie für weitere zwei Jahre Jörn-Ulf Goesmann, die das Wacken Open Air trotz der Schulden, für die ihre Eltern Bürgschaften übernahmen, weiter betrieben. Im selben Jahr starb die Mutter von Thomas Jensen und Holger Hübner hatte einen schweren Unfall – das Jahr ging als „Seuchenjahr“ in die Wackengeschichte ein.
Zum fünfjährigen Bestehen 1994 konnte die finanzielle Lage stabilisiert werden und das Festival wurde kein Minusgeschäft. Das Line-up blieb weiterhin professionell mit sehr vielen international bekannten Bands der Metal-Szene. Insgesamt konnten 4500 Tickets verkauft werden; zudem mussten aufgrund der steigenden Kosten zur Müllbeseitigung mittlerweile auch für das Betreten der Zeltbereiche Tickets gekauft werden und Vorbestellungen wurden mit einem kostenlosen T-Shirt belohnt. Auch 1995 konnten die Einnahmen und Ausgaben dank der Verpflichtung von Bands wie Tiamat, D-A-D, den Pretty Maids und Angra stabilisiert werden, Gewinne wurden mit den etwa 5000 Besuchern jedoch weiterhin nicht gemacht. In diesem Jahr wurden jedoch zum ersten Mal auch überregionale Medien auf das Wacken Open Air aufmerksam, vor allem die Zeitschrift Rock Hard sowie der neu gegründete Fernsehsender VIVA mit der auf Heavy Metal konzentrierten Sendung Metalla.

### Erste Erfolge und Wachstum
Der Kartenverkauf für das Festival 1996 lief erneut sehr langsam an, trotz des Headliners Kreator sowie zahlreicher weiterer international bekannter Bands wie The Exploited, Gorefest und Crematory. Das Management versuchte, durch weitere Verpflichtungen ein erneutes Desaster zu verhindern, und schließlich gelang es ihnen, die Böhsen Onkelz für einen Auftritt zu gewinnen. Zugleich führte die Verpflichtung der umstrittenen Band auch zu Kritik und einzelne Bands sagten ihren Auftritt in Wacken für dieses Jahr ab. So kündigte die Kölner Band Brings kurzfristig ihren Auftritt und bot ihren Fans an, das Geld für die Tickets zurückzuerstatten.
Durch die vielen Besucher, die den Ort überschwemmten, wurden in der Folge des Erfolges 1996 auch erstmals Stimmen in Wacken laut, die sich gegen eine Veranstaltung dieser Größe in der gemeindeeigenen Kiesgrube aussprachen. Uwe Trede bot an, das Festivalgelände auf sein Land und die bisher als Zeltplatz genutzten Flächen zu verlegen, und kümmerte sich um die Akquirierung weiterer Flächen. Das Organisationsteam wuchs um Thomas Hess als Produktionsleiter, der bis dahin als Tourmanager der Böhsen Onkelz aktiv war, sowie Sheree Hesse für die Versorgung der Künstler und VIPs. Mit der W.E.T.-Stage wurde für 1997 eine dritte Bühne eingerichtet; als „Wacken Evolution Tent“ sollte diese vor allem Newcomern und Bands ohne Plattenvertrag zur Verfügung gestellt werden. In diesem Jahr wurde erstmals eine Besucherzahl von 10.000 erreicht, wobei vor allem der Auftritt von Rockbitch mit ihrer erotischen Bühnenshow für Aufsehen sorgte.

### Weitere Entwicklung des Festivals

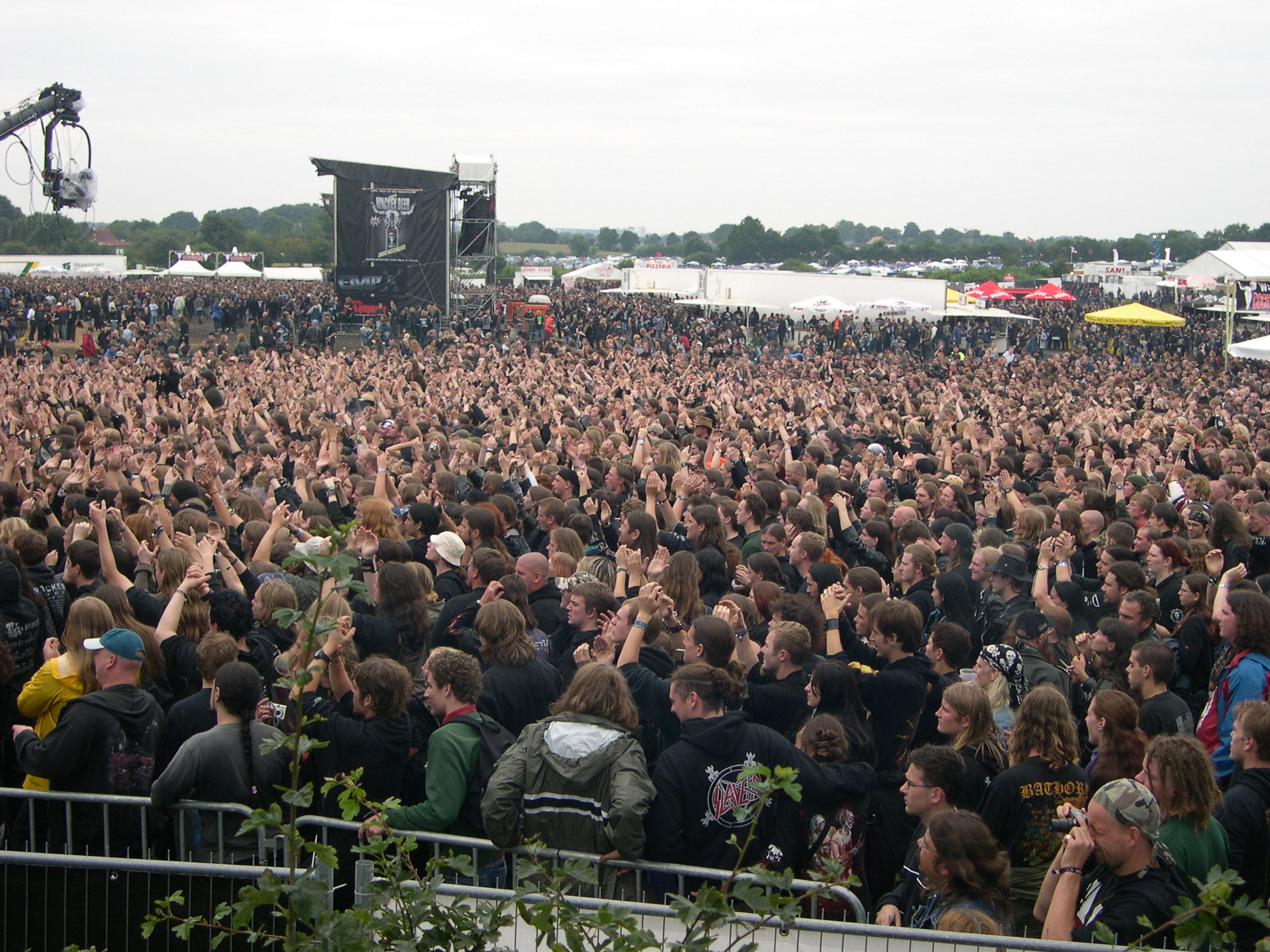
Zum W:O:A 2005 kamen 40.000 Besucher.

Im Laufe der Jahre nahm die Größe des Wacken Open Air kontinuierlich zu, inzwischen kommen Dutzende Bands und zehntausende Besucher. Obwohl 2006 mit 62.500 Besuchern laut Veranstalter „die Grenze des Machbaren erreicht sein sollte“, wurden schon im darauffolgenden Jahr Veränderungen an der Struktur des Festivalgeländes vorgenommen, indem der Nebenbühne „Party Stage“ eine größere Fläche zugewiesen wurde. Zudem können inzwischen keine Eintrittskarten mehr direkt am Festivalgelände erworben werden, um so die Anzahl der spontanen bzw. kartenlosen Besucher einzudämmen. In den Jahren 2007 und 2008 war das Festival schon durch den Kartenvorverkauf ausverkauft; für das W:O:A 2009 war der Ausverkauf sogar schon Ende 2008 erreicht. Auch die Karten für 2010 waren Monate vor Beginn bereits ausverkauft.
Fand das Festival ursprünglich nur an zwei Tagen statt, so gehen die Auftritte seit einigen Jahren von Donnerstag bis Samstag, also über drei Tage. Der Donnerstag etablierte sich als „Night to Remember“, an ihm treten vornehmlich „klassische“ Heavy-Metal-Bands auf, zum Beispiel 2006 die Scorpions. Auf der eigentlichen Party Stage sollten jüngere und modernere Bands spielen, als Kontrastprogramm zur „Night to Remember“. Darüber hinaus wird die Veranstaltung von einem reichhaltigen Rahmenprogramm begleitet, neben einer – für Musikfestivals obligatorischen – Händlermeile wird seit 2000 ein Biergarten betrieben, in dem der Musikzug der Freiwilligen Feuerwehr Wacken (Wacken Firefighters) das Festival bereits vor dem offiziellen Start eröffnet. Außerdem gab es 2007 erstmals am Donnerstag die „Hellfest Stage“. Seit 2009 gibt es auch eine „Medieval Stage“, auf der vor allem Mittelalter- und Folk-Metal-Bands spielen.
Wie geschätzt das Open Air mittlerweile ist, zeigt die Tatsache, dass bereits viele namhafte Bands, wie etwa Scorpions, Saxon, Twisted Sister, Dimmu Borgir, Slayer oder Helloween, vor Ort Live-DVDs aufnahmen. Auch spielten 2004 die Böhsen Onkelz im Vorfeld ihrer Abschiedstournee einen extralangen Auftritt auf dem W:O:A.
Seit 2002 fährt ein Sonderzug, der sogenannte „Metal Train“, jeweils zu Festivalbeginn und -ende von Zürich über viele große Städte nach Wacken und wieder zurück, um Fans bei passendem Rahmenprogramm in das norddeutsche Dorf zu bringen. Aus den skandinavischen Ländern, vor allem Schweden, aber auch aus Österreich werden jährlich Bustouren organisiert, die von mehreren Hunderten Fans genutzt werden.
Ebenfalls seit 2002 findet jährlich der „W:O:A Soccercup“ statt. Dieses Fußballturnier, das 2002 mit neun Mannschaften startete und immer mittwochs stattfindet, etablierte sich im Laufe der Jahre und wird seit 2007 im WM-Modus mit 32 Mannschaften durchgeführt (2011 einmalig mit 36 Mannschaften). Die zum Teil international besetzten Mannschaften melden sich vorab an und rekrutieren sich aus den Besuchern des Festivals. Zum 15-jährigen Bestehen des Turniers trat 2016 auch erstmals eine Band an. Serum 114 nahmen mit einigen Fans als Mitspieler teil und konnten das Turnier auch direkt gewinnen. Wenngleich es sich um ein reines Spaßturnier handelt, bei welchem kreative Outfits und Namen den Vorrang vor sportlicher Leistung haben, findet seit 2013 die Siegerehrung im Anschluss an das Turnier auf einer der Bühnen statt und es gibt Preise zu gewinnen.
2013 fand zum ersten Mal die „Full Metal Church“ in Wacken statt. Zum 150-jährigen Bestehen der Ortskirche organisierten die Veranstalter der Gemeinde ein Konzert mit der Band Faun, das von zwei Lesungen bzw. Predigten des Volxbibel-Autors Martin Dreyer eingerahmt wurde. Konzert wie Gottesdienste waren von den Festivalbesuchern völlig überlaufen.

### Gegenwart

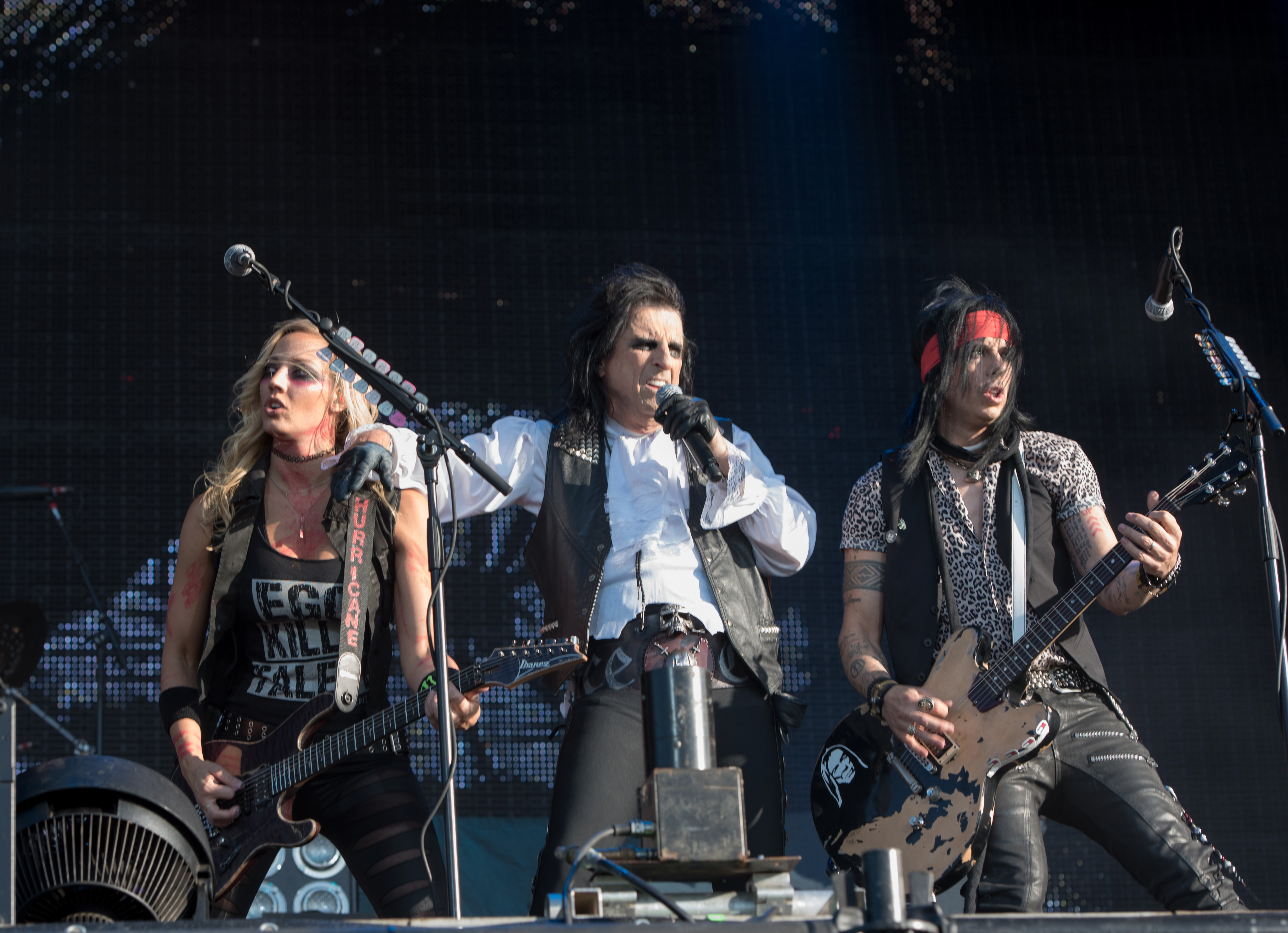
Alice Cooper beim Wacken Open Air 2017

Das Festival stellt innerhalb der Metalszene einen der Höhepunkte des Jahres dar. Heute kommt etwa ein Drittel der Besucher, die teilweise schon einige Zeit vor dem offiziellen Festivalbeginn anreisen, und der Großteil der Bands aus dem Ausland. Laut Angaben der Veranstalter nahmen 2018 Besucher aus mehr als 80 Nationen am Festival teil.

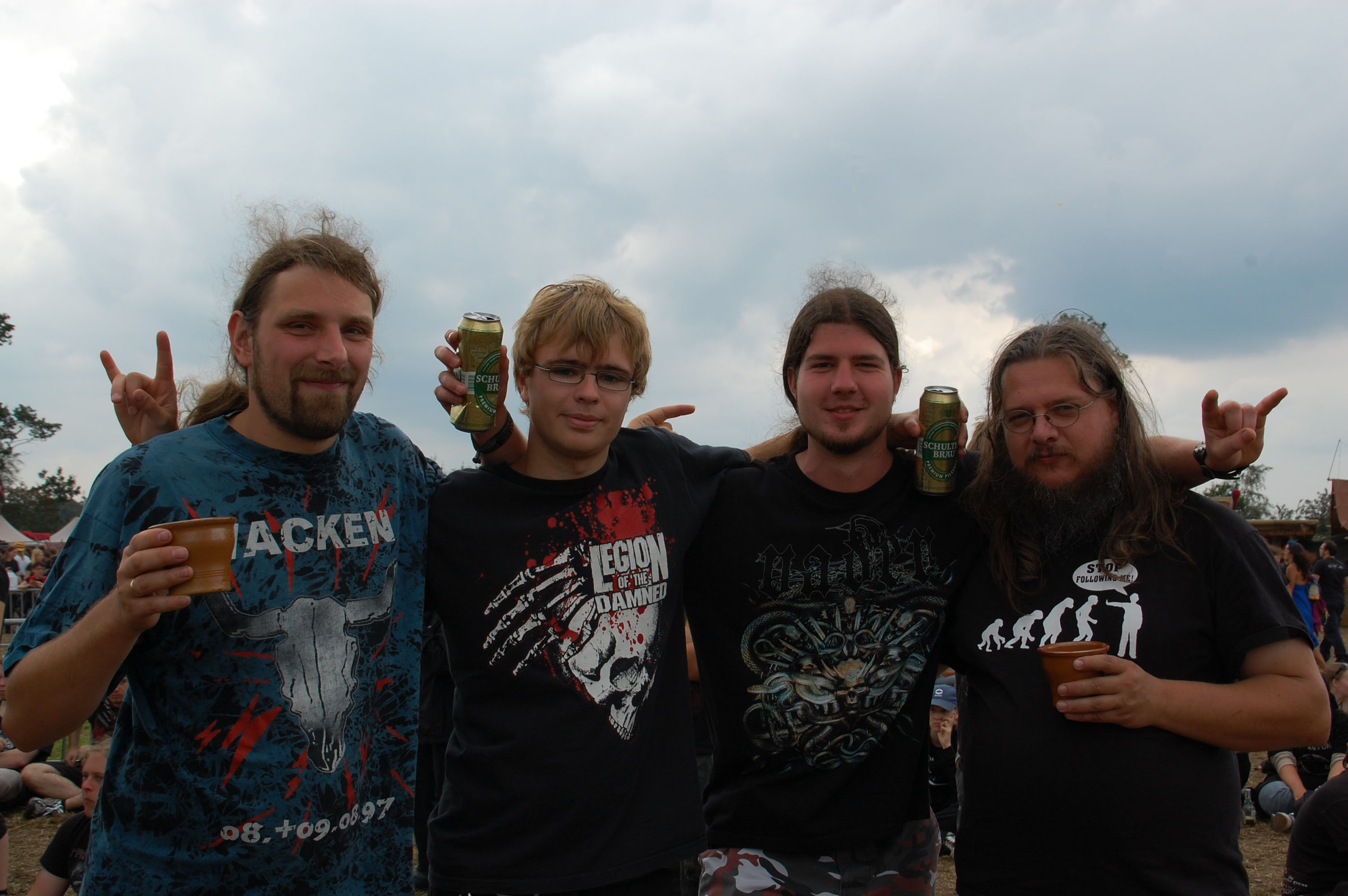
Besucher beim Wacken Open Air 2011

Die Teilnehmerzahlen stiegen 2008 noch einmal auf 75.000 Teilnehmer, darunter 65.000 zahlende Gäste. Im Jahr 2008 war das Festival gleich zweimal ausverkauft (im Frühjahr das W:O:A 2008 und am 31. Dezember 2008 das W:O:A 2009).
Wie bei Festivals in dieser Größenordnung üblich, gab es auch beim Wacken Open Air Kritik an den hygienischen Verhältnissen, den Preisen, den Ordnern, der Überfüllung und der kommerziellen Ausrichtung der Veranstaltung. Diese Kritikpunkte versuchte man zu verbessern, indem weiter wesentliche Investitionen in die feste wie auch mobile Infrastruktur des Festivals vorgenommen wurden. 2008 beteiligte sich der Veranstalter zudem mit 1.000.000 Euro am Ausbau des örtlichen Freibades, um den Bewohnern und Besuchern Wackens das Festival noch attraktiver zu gestalten.
Seit 2006 betreibt das Festival einen Internetradio-Sender mit dem Namen Wacken Radio, der rund um die Uhr Metal-Musik spielt. Er wurde von Anfang Februar 2014 bis Ende 2021 in Kooperation mit RauteMusik betrieben. Seit Anfang 2022 wird das Internetradio von Radio Bob betrieben.
Für das 23. Wacken Open Air startete bereits am Montag, 8. August 2011, kurz nach Ende des Wacken Open Air 2011, der Verkauf des „X-Mas-Package“, das nach 45 Minuten bereits ausverkauft war. In den Jahren 2006 bis 2015 war das Festival zehn Mal in Folge ausverkauft. Die Tickets für das Wacken Open Air 2015 waren bereits nach 12 Stunden, am 4. August und somit nur wenige Stunden nach Ende des W:O:A 2014, ausverkauft. Die XMAS-Tickets zum W:O:A 2016, die 10 Euro weniger kosten und deren Käufern ein kostenloses T-Shirt zusteht, waren nur 20 Minuten nach Vorverkaufsbeginn restlos ausverkauft. Die Server der einzigen Vorverkaufsstelle, Metaltix, waren stark ausgelastet. In den Minuten vor dem Vorverkaufsstart waren die Seiten nicht mehr erreichbar, nach dem Start begrenzte man den Datenverkehr durch Warteschlangen.
Die Preise für die Festivalteilnahme stiegen an und liegen aktuell auf ähnlichem Preisniveau wie andere große Rock-Festivals wie Rock am Ring und Hurricane Festival. Nach den Erfolgen in den letzten Jahren, in denen das Festival binnen Stunden ausverkauft war, wurden Mitte 2016 die ersten 60.000 Tickets für das Festival des Folgejahres verkauft. Die 55.000 Tickets wurden innerhalb der ersten Stunde verkauft. Bis Ende April 2017 war das Festival bis auf einige Restkarten fast ausverkauft. Für 2017 lag der Preis für das Festivalticket bei 220 Euro, dafür entfiel die Gebühr für die Frühanreise der Camper, die schon vor dem Festivalbeginn ihre teils aufwändig ausgearbeiteten Domizile hochziehen – auch um die besten Plätze nahe dem Bühnengelände zu bekommen. Außerdem waren 2017 alle Toiletten und Duschen kostenlos.
In den Jahren 2014–2016 war das Festival stets innerhalb weniger Tage ausverkauft. Die letzten Karten für die Auflage im Jahr 2017 wurden erst nach 309 Tagen, ca. 2 Monate vor Festivalbeginn, verkauft, obwohl nach dem ersten Verkaufstag ein Restkontingent von nur 10.000 Karten bestand. Über diesen Umstand gab es zunächst reichlich Spekulationen, so wurden unter anderem die geänderte Sicherheitslage oder die Preisentwicklung als Gründe in Betracht gezogen. Ungeachtet dessen war das Festival im Jahr 2018 zum 13. Male in Folge ausverkauft.
Am 5. April 2018 starb Thomas Hess, der langjährige Produktions- und frühere Sicherheitsleiter des Festivals. Er war 1996 als Tourleiter der Böhsen Onkelz zur Festivalleitung hinzugestoßen und galt, neben den verbleibenden Gründern des Festivals und der Trede-Familie, die als Subunternehmer die Campingflächen und die Camping-Betreuer organisiert, als eine der wichtigsten leitenden Personen auf Seiten des Festivals. Er trug wesentlich mit dazu bei, dass das W:O:A so gut organisiert, friedlich und erfolgreich war.
Das Wacken Open Air 2018 wurde bei den European Festival Awards 2018 als bestes Major-Festival und bei den Helga! Awards als bestes Festival ausgezeichnet. Für das W:O:A 2019 wurden in den ersten vier Tagen nach Verkaufsstart alle 75.000 Tickets veräußert, das Festival war somit zum 14. Male in Folge vollständig ausverkauft.

### Wacken World Wide
Als Großveranstaltung wurde das Festival 2020 und 2021 wegen der Covid-19-Pandemie abgesagt. Als Ersatz fand ein Online-Festival unter dem Namen Wacken World Wide statt, bei dem Konzerte gestreamt und kostenlos veröffentlicht wurden.

## Organisation

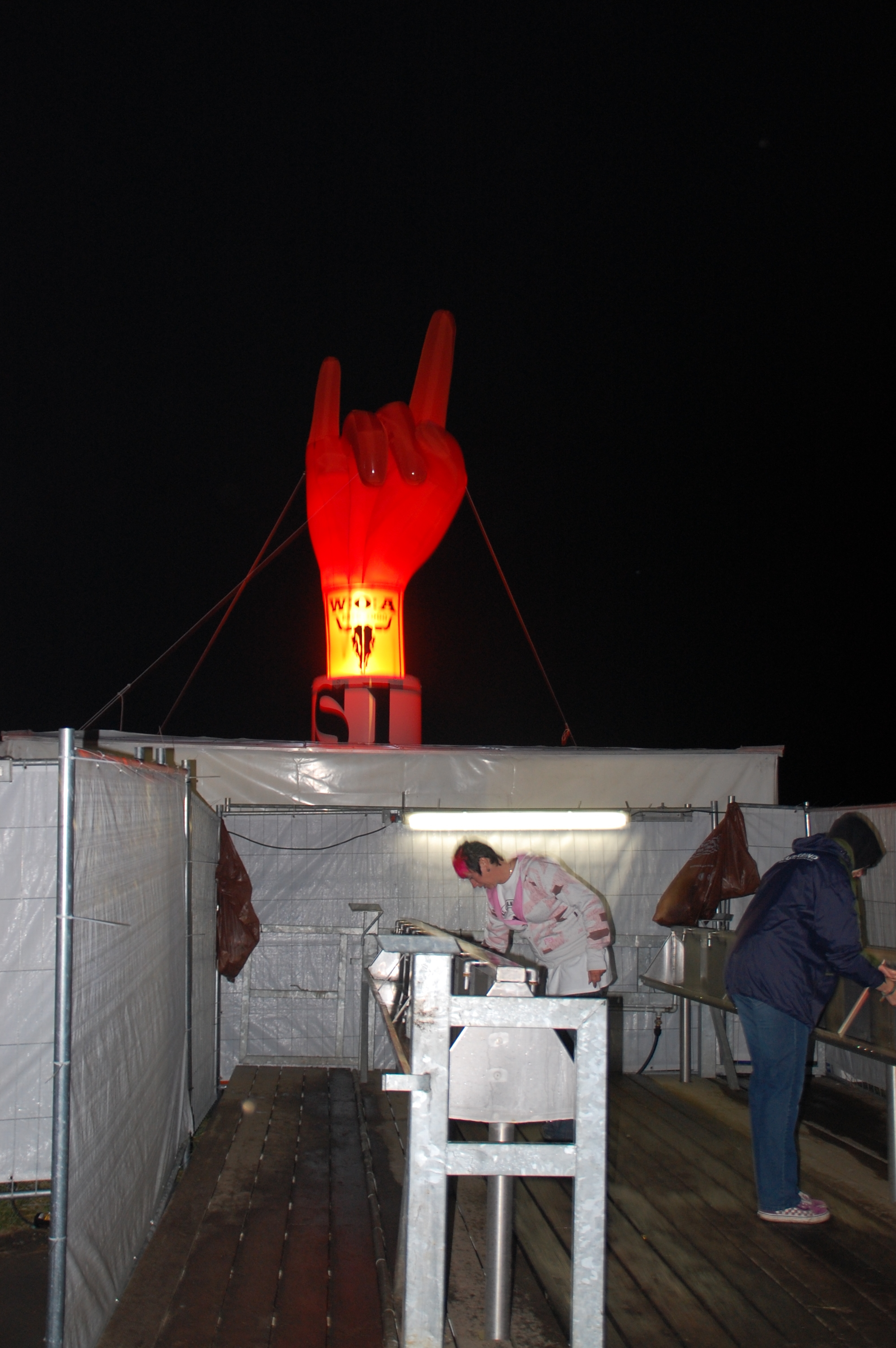
Sanitäreinrichtung auf dem Campinggelände mit beleuchteter „Pommesgabel“, Wacken Open Air 2011

Die Organisatoren des Wacken Open Air gründeten 1990 zur Durchführung des ersten Festivals die Stone Castle Rockpromotions, namentlich abgeleitet als direkte Übersetzung von „Steinburg“ vom Kreis Steinburg, zu dem Wacken gehört. Stone Castle blieb bis 1996 der Firmenname. Bis 2014 war der Firmensitz in Dörpstedt (Kreis Schleswig-Flensburg) und wechselte dann nach Wacken. Der Name des Unternehmens ist seit 1999 ICS (International Concert Service) GmbH. Zum Unternehmen gehören u. a. auch das Label Wacken Records und der Mailorder Metaltix.
Von 1999 bis 2007 erfolgte die Buchung der Hotelzimmer und anderer Unterkünfte für die Bands und den Support über die Firma Greenfields Travel Service mit ihrem Inhaber Raphael Krommus, zuletzt konnten ebenfalls Festivalbesucher über eine Buchungsseite Hotelzimmer buchen.
ICS gehört seit 2019 zum internationalen Konzertveranstalter Superstruct Entertainment, der bis 2024 wiederum zum Portfolio des amerikanischen Private-Equity-Fonds Providence Equity Partners zählte. Im Juni 2024 übernahm die US-amerikanische Beteiligungsgesellschaft KKR Superstruct.
Seit 2007 gibt es an jedem Tag eine aktuelle Festivalzeitung, die über das Geschehen vor Ort berichtet. Die Donnerstags-Ausgabe liegt darüber hinaus allen Zeitungen des Schleswig-Holsteinischen Zeitungsverlags kostenlos bei.
2014 übernahm der Internetradio-Sender RauteMusik die Umsetzung des offiziellen Wacken-Radios. Das Wacken-Radio steht jedes Jahr mit einem eigenen Container auf dem Festival-Gelände und berichtet live.
Während des W:O:A wurden bis vor einigen Jahren in Wacken die offiziellen Ortsschilder abgebaut und durch Plastikschilder mit dem Ortstitel Heavy Metal Town ersetzt oder zumindest stärker verschraubt, da sie häufig von Souvenirjägern gestohlen wurden. In einigen Geschäften sind mittlerweile schwarze Stofftaschen erhältlich, die auf einer Seite das Ortsschild von Wacken zeigen und auf der anderen Seite den Schriftzug „Dieses Ortsschild darf ich behalten“ tragen.
Eine Klage von Anwohnern vor dem Verwaltungsgericht Schleswig wegen Überschreitung der zulässigen Lärmobergrenzen endete im Januar 2013 mit einem außergerichtlichen Vergleich. Sofern das Festival im Mittelwert die Grenze von 70 dB überschreitet, zahlt der Veranstalter einen Betrag von 1000 Euro an die Gemeinde, die das Geld wohltätigen Zwecken zuführt.

### Infrastruktur
Das Gelände umfasst mehr als 240 Hektar, die mit mehr als 45 Kilometern Bauzaun abgesperrt und unterteilt werden. Der innere Bereich mit der Hauptbühne hat eine Größe von 43.000 Quadratmetern. Für die 75.000 zahlenden Besucher stehen mehr als 1300 mobile Toiletten sowie knapp 500 Duschen zur Verfügung. Für das ganze Festival werden 2200 Lkw mit Material benötigt. Der Bühnenauf- und -abbau dauert fünf bis sieben Tage. Dafür kommen 75 Sattelzüge Bühnenmaterial (1000 Tonnen), 10 Sattelzüge Tontechnik und 27 Sattelzüge Lichttechnik zum Einsatz.
Die installierte elektrische Leistung beträgt seit 2014 12 Megawatt, was dem Bedarf einer Kreisstadt mit 70.000 Einwohnern entspricht. Zusätzlich werden 40 Dieselnotstromaggregate benötigt. Für die Stromversorgung sind 25 Elektriker zuständig.
Nach eigenen Angaben muss der Veranstalter nach der Veranstaltung etwa 590 Tonnen Abfall entsorgen (Stand: 2022), hinzu kommt das Abwasser von mehr als 2500 Toiletten und mehr als 1000 Dusch- und Waschplätzen. Für den Bau von Abwasseranlagen und die Verbesserung der Stromversorgung auf dem Festivalgelände wurden 600.000 Euro aufgewendet. Ebenso wurden auf dem Hauptplatz vor den Bühnen Drainagen im Wert von 700.000 Euro verlegt, um den Abfluss der Wassermassen bei starken Regenflüssen zu verbessern. Zudem wurden die wichtigsten Wege mit 10 km mobilen Schwerlaststraßen befestigt, um die Zufahrt für Rettungsfahrzeuge zu erleichtern.
Insgesamt sind ca. 5000 Mitarbeiter für das Festival tätig, davon 1800 Securitymitarbeiter und Ordner, 150 Reinigungskräfte, 70 Auf- und Abbauhelfer sowie täglich 400 Polizisten, 250 Feuerwehrleute, 900 Sanitäter und sechs Notärzte.
Im Jahr 2017 kam zum ersten Mal eine einen Kilometer lange Bier-Pipeline zum Einsatz, die zehn Schnellzapfanlagen versorgte. Mit dieser Konstruktion war es bei voller Auslastung möglich, innerhalb einer Stunde 10.000 Liter Bier auszuschenken.

### Bühnen

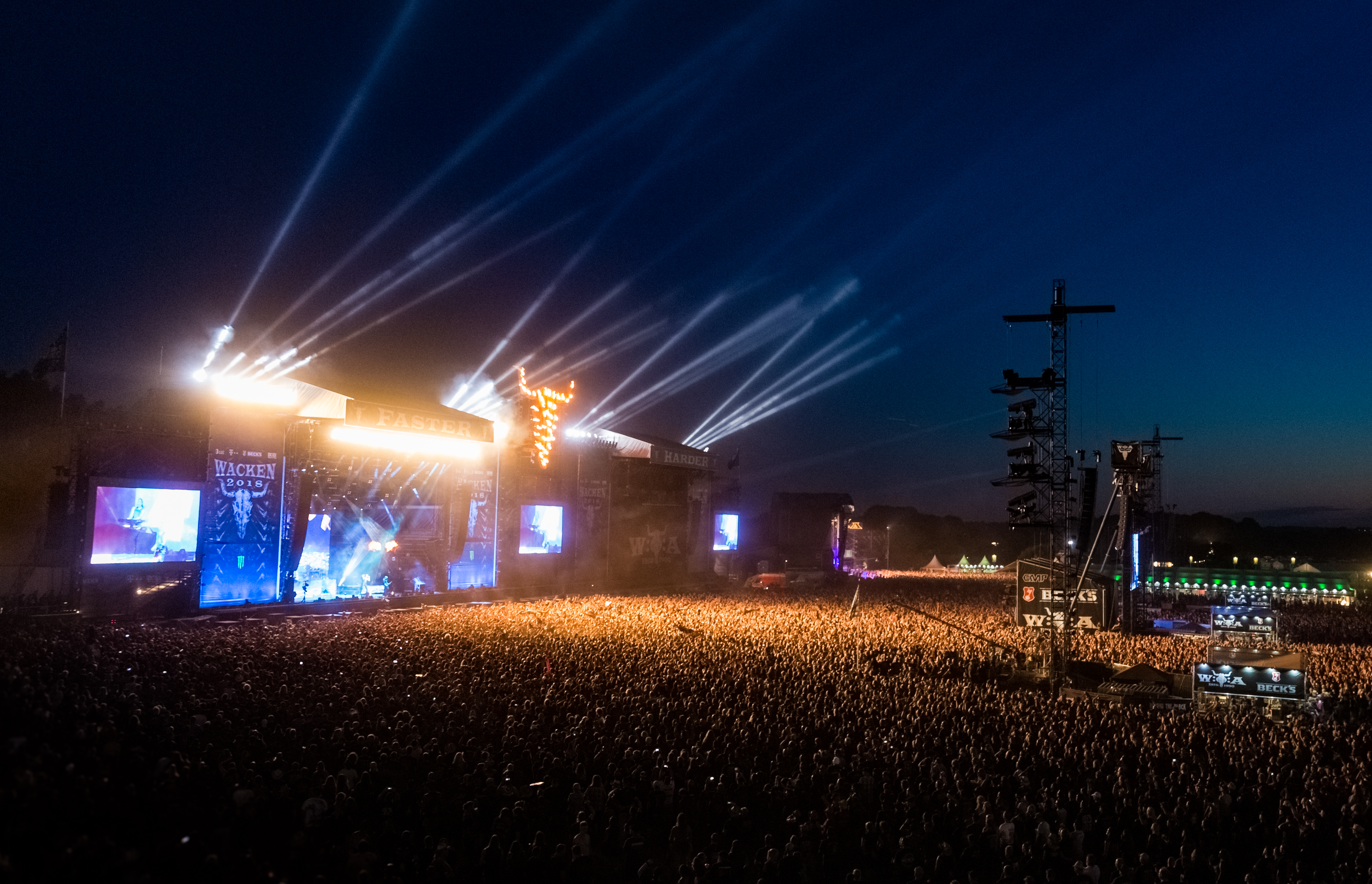
Wacken Open Air 2018 Faster/Harder Stages

Das Wacken Open Air verfügt über eine je nach Jahr wechselnde Anzahl von Bühnen für Musiker und Rahmenprogramm. Die Hauptbühnen sind die Faster Stage und die Harder Stage, die als verbundene Zwillingsbühnen ausgelegt sind und über ein gemeinsam genutztes Lautsprecher- und Licht-System verfügen. Diese beiden Bühnen standen bis 2019 gemeinsam mit der nur geringfügig kleineren Louder Stage im sogenannten Infield (the holy ground); 2022 wurde die Louder Stage leicht versetzt und aus dem Infield entfernt. Alle drei Bühnen sind mit Videowänden ausgerüstet, um auch von entfernten Positionen einen Blick auf die Musiker zu ermöglichen. Bis einschließlich 2016 hießen diese drei Hauptbühnen Black Stage, True Metal Stage und Party Stage. Nach Wacken 2016 wurden die Besucher angehalten, neue Namen für diese Bühnen vorzuschlagen. Aus diesen Vorschlägen sollten die besten Ideen in einer Umfrage zur Wahl gestellt werden. Stattdessen wurde jedoch der Slogan „Faster – Harder – Louder“ als Basis für die Namen der Bühnen verwendet und die drei Bühnen dementsprechend umbenannt.
Zwei weitere Zwillingsbühnen, die W.E.T. Stage (Wacken Evolution Tent) und die Headbanger Stage, standen bis zum Jahr 2019 im Bullhead City Circus genannten Großzelt. Im Jahr 2022 wurden sie ebenfalls in Freilichtbühnen mit Videowänden umgewandelt. Auf diesen Bühnen finden am Mittwoch und Donnerstag auch die Auftritte des Metal Battle statt, an den nachfolgenden Tagen gibt es reguläre Bandauftritte.
Während die großen Bühnen und die Zeltbühnen für alle Genres offenstehen, sind die restlichen Bühnen weitgehend themenbasiert. Die Wackinger Stage ist im Mittelalter-Bereich des Festivals angesiedelt und wird vorrangig von Bands aus den Folk-, Pagan- und Mittelalter-Genres bespielt, während die erst 2013 eingerichtete Wasteland Stage auf apokalyptisch angehauchte Musik ausgerichtet ist. Die Beergarden Stage orientierte sich bis 2019 leicht an typischen Volksfestbühnen und beherbergt auch Wacken-Dauergäste wie die Wacken Firefighters und Mambo Kurt, 2022 wurde der Biergarten zwischen das Infield und die Louder Stage platziert und hatte keine eigene Bühne mehr. Weitere kleinere Bühnen gab es 2022 im Wackinger-Village und auch außerhalb des eigentlichen Festivalgeländes. Auch die Kirche in Wacken und ein Landgasthof im Ort wurden in das Programm integriert.

### Veranstaltungsfläche

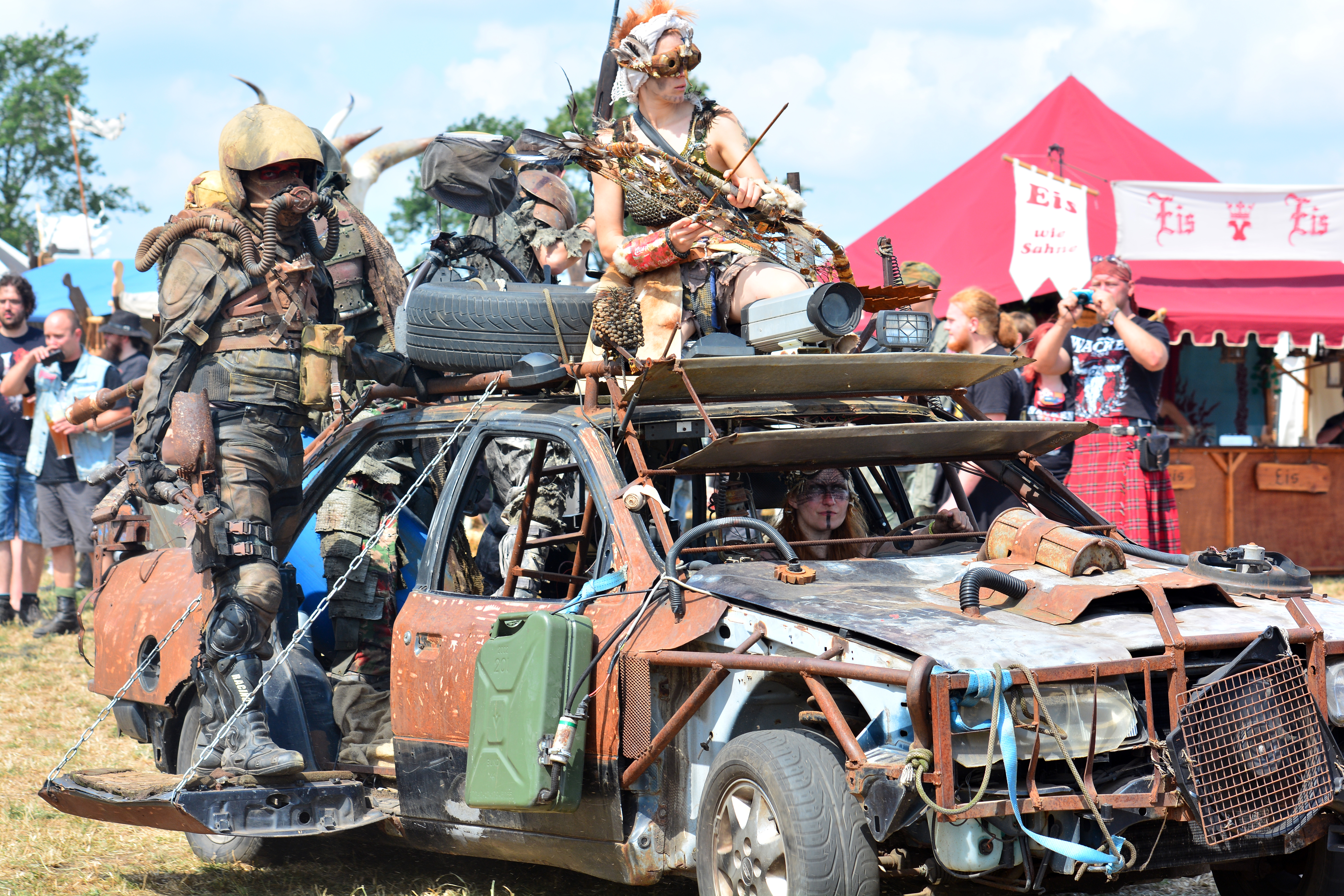
Wasteland – Apokalypse beim Wacken Open Air 2014

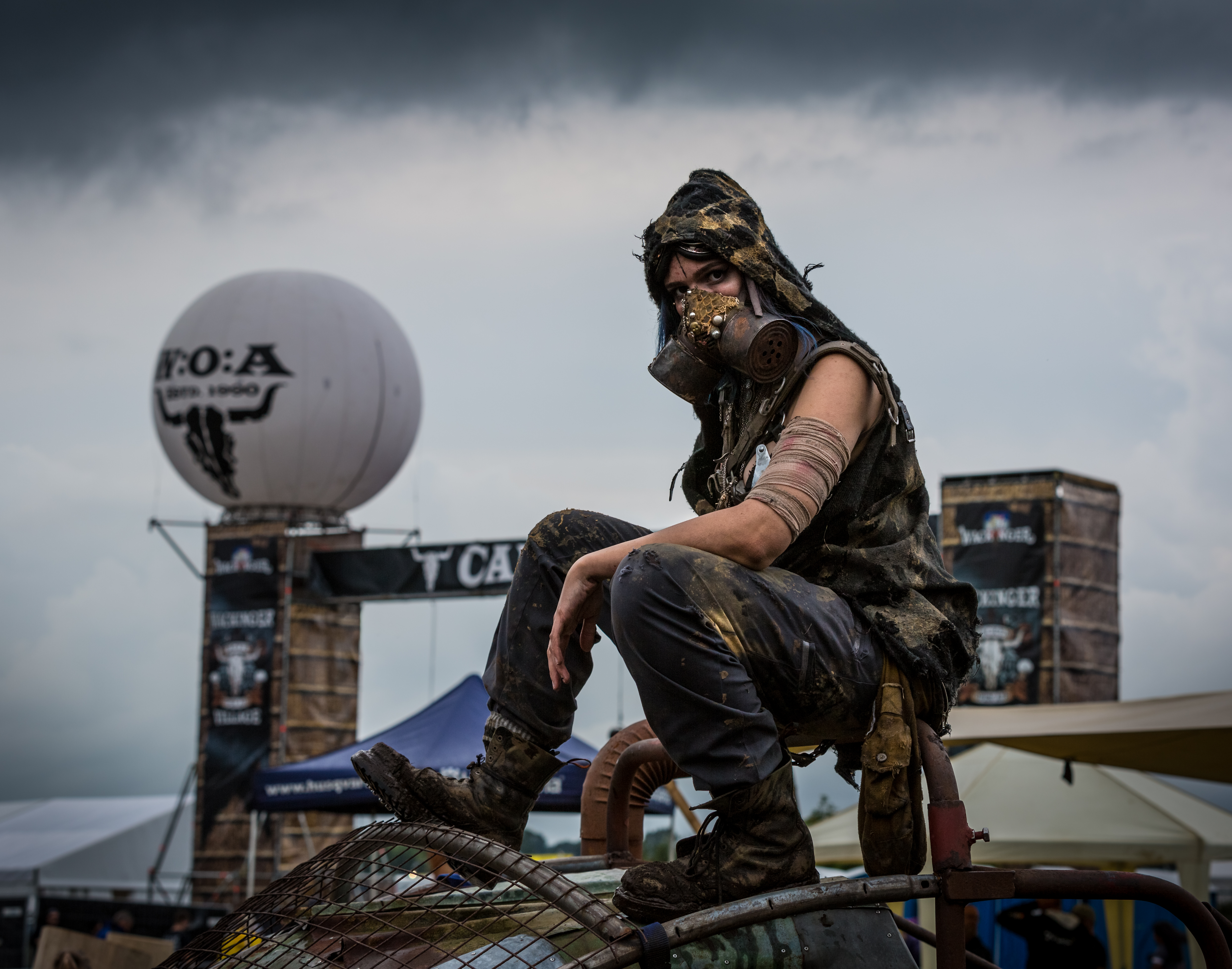
Festivalgelände Wasteland beim Wacken Open Air 2016

Die Veranstaltungsfläche des Wacken Open Air ist in mehrere baulich voneinander getrennte Bereiche aufgeteilt. Seit 2014 gibt es nur noch eine große Sicherheitsüberprüfung beim Betreten des Geländes, danach finden nur noch Kontrollen der Festivalbänder statt.
Besonderheiten des W:O:A sind das Wackinger-Areal, das wie ein Mittelalter-Markt aufgebaut ist und spezielle Essens- und Getränkestände enthält sowie die Wackinger Stage, auf der passende Musik gespielt wird. Auch gibt es hier diverse Walking Acts, die das Publikum unterhalten. Das Areal grenzt an das 2012 u. a. von den Wasteland Warriors gestaltete Wasteland, wo eine postapokalyptische Welt sowie seit 2013 eine Bühne (Wastelandstage) im Mad-Max-Stil aufgebaut wird.
Der Wacken-Center ist der Vorplatz vor den Hauptbühnen und enthält den bayrischen Biergarten sowie eine große Einkaufsmeile, genannt Metal Markt. Ebenfalls auf dem Wacken Center sind verschiedene Essensstände, das Wacken Foundation Camp, Bankautomaten oder auch das Movie Field, wo Heavy-Metal-Dokus und Spielfilme gezeigt werden.
Die wichtigsten Bühnen und damit der Mittelpunkt des Festivals stehen im sogenannten Infield, das ausschließlich über den Center zu erreichen ist. Neben den Bühnen gibt es auch hier Stände für Essen und Getränke.

### Campinggelände
Da das Wacken Open Air ausschließlich 3-Tages-Tickets verkauft, verbringt der Großteil der Besucher das gesamte Festival vor Ort. Der größte Teil des mehr als 240 Hektar großen Geländes entfällt dementsprechend auf die Campingflächen vor Ort. Das Camping ist ab Montag möglich und seit 2017 bereits im Ticketpreis enthalten. In den Jahren zuvor musste jedoch extra bezahlt werden, wenn man vor Mittwoch anreiste. Seit 2024 ist es mittels gesondertem Camping Access-Pass möglich, bereits am Sonntag zum Camping anzureisen.
Das Campinggelände ist mit Duschen, gespülten Toiletten, Trinkwasserstellen, Dixi-Toiletten, kleinen Supermärkten, Essensständen und Info-Boards versehen und wird durchgehend von Polizei, Feuerwehr und Sicherheitsdienst patrouilliert. Ebenfalls fährt eine Müllabfuhr über das Gelände und sammelt volle Mülltüten ein.
Zur Orientierung sind die einzelnen Plätze, Campgrounds genannt, mit Kennbuchstaben versehen. Es gibt Campgrounds, die für Besucher, welche ohne Auto anreisen, reserviert sind, sowie Campgrounds für Wohnmobile und andere schwere Fahrzeuge. In bestimmten Bereichen ist es auch möglich, komplette Bungalows, Zelte oder eine Stromversorgung für den eigenen Wohnwagen zu mieten.
Da es durch die große Anzahl von Menschen zu Kapazitätsengpässen im Mobilfunk kommt, werden von einigen Betreibern während des Festivals mobile Basisstationen beispielsweise für GSM, UMTS und LTE + aufgestellt.

### Sanitätsdienst
Der bei einem Festival dieser Größe nötige Sanitätsdienst wird hier Wacken Rescue Squad genannt. Dafür reisen jedes Jahr hunderte Helfer verschiedener Hilfsorganisationen aus dem gesamten Bundesgebiet an, um das Sanitätslager vor dem Festival herzurichten und hilfsbedürftige Personen zu versorgen. Die Einsatzleitung für den Sanitätsdienst wird durch den DRK-Ortsverein Kaltenkirchen durchgeführt.
Über die Festivaltage werden Fahrzeuge und Material durch die anreisenden und örtlichen Hilfsorganisationen gestellt. Dazu zählen insbesondere Rettungswagen und Funkgeräte für die Kommunikation. Weiterhin kommen in Wacken auf Grund der Straßen- bzw. Wegverhältnisse Quads und im Nahbereich des Behandlungsplatzes auch größtenteils Fußstreifen zum Einsatz. Zusätzlich zum Sanitätsdienst mit in Spitzenzeiten ca. 270 Leuten ist die Rettungsdienst-Kooperation in Schleswig-Holstein mit über zehn Einsatzfahrzeugen (Rettungswagen und Notarzteinsatzfahrzeugen) und der Gesamteinsatzleitung auf dem Platz vertreten.
2013 wurden durch die rund 500 Sanitäter rund 3300 Personen medizinisch versorgt.

### Kriminalität
Trotz der Größe des Festivals traten bislang keine schwerwiegenden Sicherheitsprobleme auf. Nur selten kommt es zu Auseinandersetzungen unter den Besuchern, 2011 wurden 20 Anzeigen wegen Körperverletzung erstattet. Das größte Problem in Sachen Kriminalität sind einige Hundert angezeigte Diebstähle pro Jahr. 2011 konnte die Polizei drei Diebesbanden dingfest machen. Im Vergleich wird das Festival von der Polizei als sicher eingestuft.

### Unglücksfälle
Bislang kam es zu vier Todesfällen und einigen schweren Verletzungen:
- 2005 stürzte ein stark alkoholisierter 37-Jähriger gegen einen im Schritttempo fahrenden Rettungswagen und erlag im Krankenhaus seinen Kopfverletzungen. Zur Unterstützung seiner Familie organisierten die Veranstalter eine Spendensammlung; das W:O:A 2006 widmete dem Toten eine Schweigeminute.
- 2011 wurde ein randalierender Fan im Dorf von Sicherheitskräften überwältigt und starb in der Folge an einem Herz-Kreislauf-Stillstand.
- 2012 legte sich ein 22-jähriger Festivalbesucher in der Nähe eines Stromaggregats schlafen und atmete dessen Abgase ein. Er erlitt eine Kohlenmonoxidvergiftung und konnte nicht mehr wiederbelebt werden.[57]
- 2013 starb ein 52-jähriger Besucher aus Polen in seinem Zelt eines natürlichen Todes. Im selben Jahr verletzte sich ein Fan schwer, als aus ungeklärter Ursache die Kartusche seines Gaskochers explodierte.[53]
- 2016 wurden zwei Männer verletzt, als ein illegal mitgebrachter „Polenböller“ am Boden zündete. Nach Aussage eines der Beteiligten, eines 51-jährigen Feuerwehrmannes, habe er versucht, den anderen vom Zünden des Böllers abzuhalten.[58]
- 2017 verletzte sich ein 16-Jähriger schwer, als er einen Campingkocher mit Brennspiritus nachfüllte.[59]

## Engagement

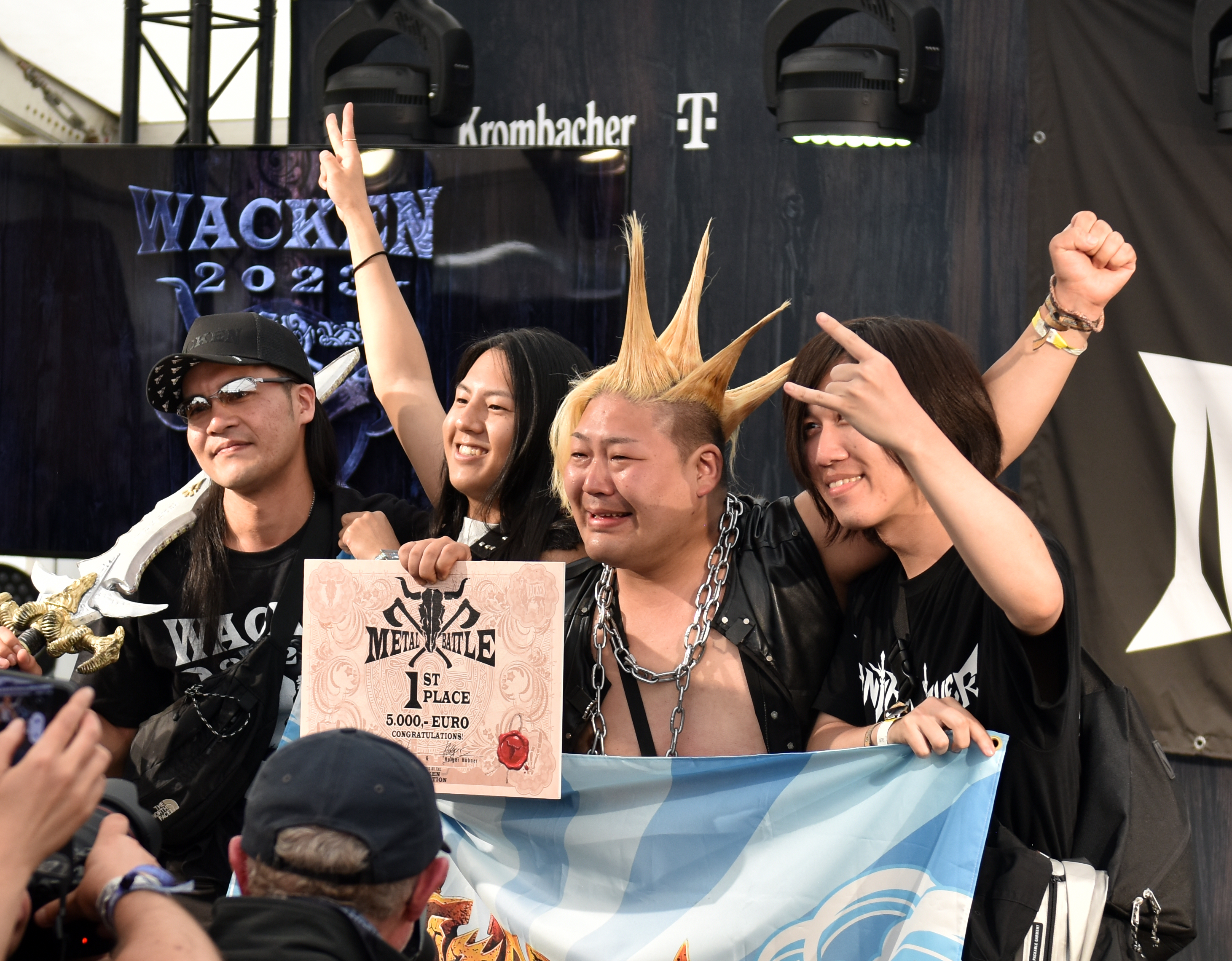
Die Gewinner des Metal Battle 2023, die japanische Band Phantom Excaliver

### Metal Battle
Der W:O:A Metal Battle ist ein internationaler Band-Wettbewerb, der erstmals 2004 ausgetragen wurde. Beim Metal Battle treten Newcomer-Bands in nationalen Vorentscheiden und Finalen gegeneinander an, der jeweilige Sieger jedes Landes tritt dann beim Wacken Open Air im großen Finale gegen die anderen Finalisten an.
Eine ebenfalls internationale Jury kürt die besten Bands des Wettbewerbs. In früheren Jahren bekam der Sieger des Wettbewerbs einen Plattenvertrag angeboten, inzwischen gibt es für die besten fünf Bands Sach- und Geldpreise.

### Wacken Foundation
Die Wacken Foundation wurde 2009 gegründet und ist eine gemeinnützige Stiftung der Veranstalter des Festivals. Ziel der Stiftung ist die Unterstützung von Nachwuchsbands aus dem Heavy-Metal-Genre.
Gefördert werden stets konkrete Projekte wie etwa die Produktion einer CD oder die Durchführung einer Tour. Darüber hinaus informiert die Stiftung im Sommer auf vielen europäischen Festivals über ihre Projekte. Mit Beginn der Saison 2017/2018 ist der Schriftzug der Wacken Foundation auf dem Trikot des 3. Liga Vereins FC Carl Zeiss Jena zu finden. Möglich machte das der Trikot-Sponsor Heaven Shall Burn, der selbst nur noch auf dem Ärmel des Trikots wirbt. Mit dem Verein wurde vereinbart, dass ein Teil des Erlöses aus dem Trikotverkauf an die Stiftung geht.

### Wacken Music Camp
2014 fand erstmals das Wacken Music Camp statt. Eine Woche nach dem Ende des Festivals wurden hier Jugendliche aus ganz Deutschland eingeladen, unter der Anleitung professioneller Musiker eigene Songs zu schreiben und zu spielen. Die Jugendlichen waren dabei in der sogenannten Kuhle untergebracht, dem Austragungsort des ersten Wacken Open Air.

### Blutspenden
Die Organisatoren rufen regelmäßig dazu auf, gemeinsam mit dem Festivalteam Blut zu spenden. Die Spenden finden im Klinikum Itzehoe statt und der gesamte Blutspenden-Trakt wird dafür im W:O:A-Stil dekoriert und mit Heavy Metal beschallt.

### DKMS-Typisierungsaktion
Seit dem W:O:A 2014 können Besucher und Musiker sich für eine Knochenmarkspende bei der Deutschen Knochenmarkspenderdatei typisieren lassen. 2014 haben 2700 Besucher diese Gelegenheit wahrgenommen.

### Stark gegen Krebs
Das Festival kooperiert unter dem Slogan Stark gegen Krebs mit dem Veranstalter der Wattolümpiade in Brunsbüttel. Das Team des Festivals entlastet den Veranstalter im logistischen Bereich.

## Netzwerk – W:O:A als Marke

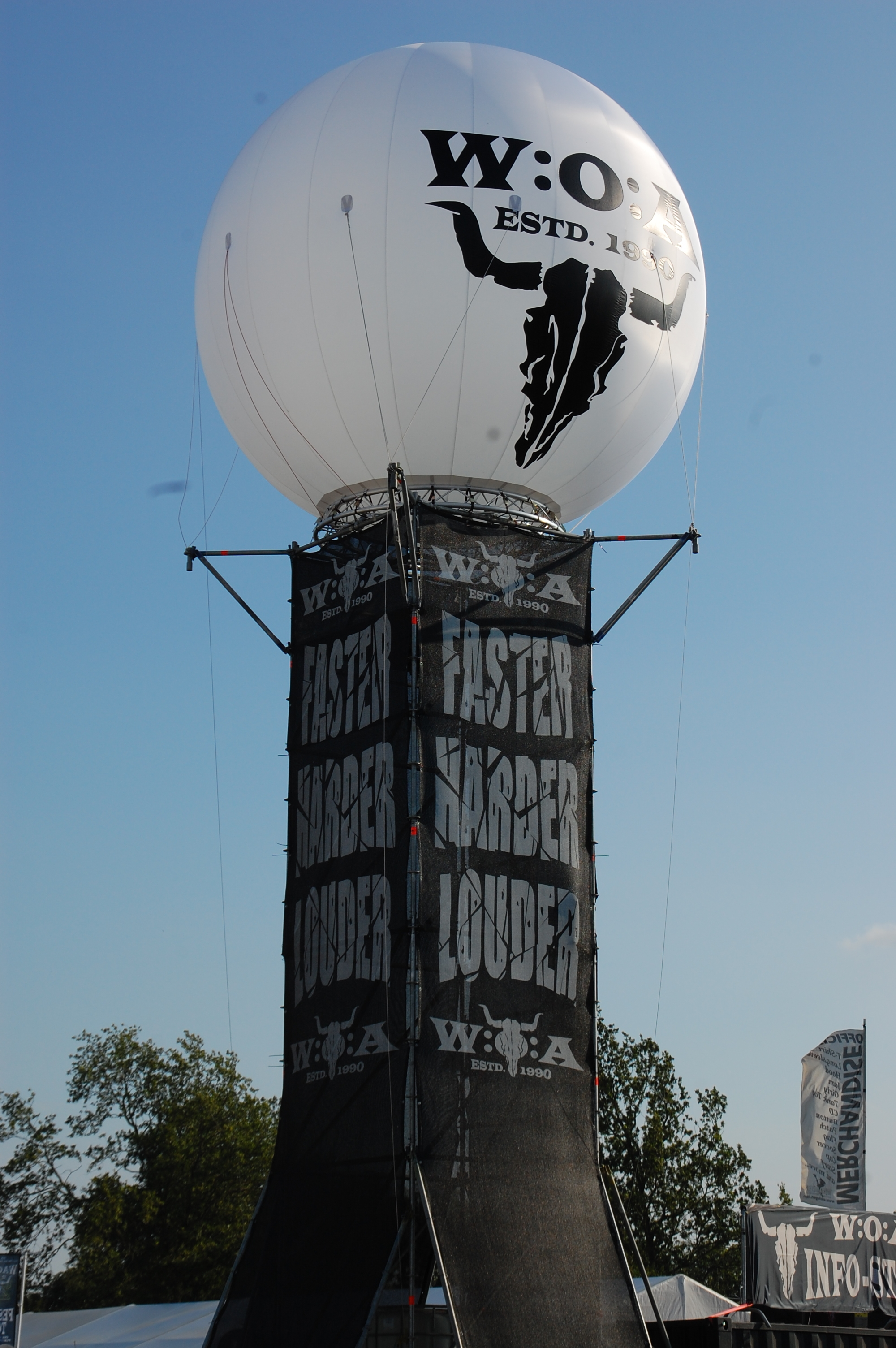
Turm mit Wacken-Symbol, Wacken Open Air 2011

Neben dem eigentlichen Festival gibt es noch eine Vielzahl weiterer Veranstaltungen, die von den Organisatoren geplant und durchgeführt werden. Auch hat sich über die Jahre ein breites Merchandising entwickelt. Neben festivaleigenen T-Shirts und einem breiten CD- bzw. DVD-Angebot wurden ebenfalls das Festival flankierende Printmedien herausgegeben. Im W:O:A-Historybook ist die Geschichte des Open Air bis 2005 nachzulesen. Das vom Satiriker Till Burgwächter in Zusammenarbeit mit dem Comiczeichner Jan Oidium verfasste Buch Die Wahrheit über Wacken (Oidium Verlag 2005, Neuausgabe Verlag Andreas Reiffer 2011) hingegen, das zudem als drei CDs umfassendes Hörbuch erhältlich ist, beleuchtet das Festival humorvoller. Wie weit das Merchandising mittlerweile gefasst wird, zeigt das Erscheinen eines Metal-Kochbuchs. Die immer umfangreicher werdende Merchandising-Palette führte zu vermehrter Kritik, da es u. a. als rein profitorientiertes Handeln der Verantwortlichen betrachtet wird. Die zunehmende Berichterstattung über das Festival, gerade in der Folge des Dokumentationsfilms Full Metal Village, wird in der traditionellen Metalszene als Ausverkauf wahrgenommen.
Im Jahr 2005 wurde erstmals eine „eigene“ Biersorte, das Wacken Premium-Pils, angeboten. Es wurde in der bayerischen Maximiliansbrauerei mit Sitz in Chieming hergestellt. Auf den W:O:As 2006 und 2007 war dieses Bier ebenfalls erhältlich, stammte aber aus der Flensburger-Brauerei in 0,5-Liter-Bügelverschlussflaschen. Jedoch zwang die große Anzahl Glasscherben die Veranstalter zu einem Umstieg auf 0,5-Liter-Dosen.
Als Festivalmotto hat sich neben Faster, Harder, Louder der Satz See you in Wacken – Rain or Shine etabliert. Zusätzlich wirbt das Festival mit dem Satz „Louder Than Hell“.

### Full Metal Cruise
Unter dem Namen Full Metal Cruise finden seit 2013 Kreuzfahrten mit Heavy-Metal-Bands an Bord innerhalb von Europa statt.

### Hamburg Metal Dayz
Das Indoor-Festival Hamburg Metal Dayz läuft parallel zum Reeperbahn-Festival und versteht sich als Szenetreff. Neben den Konzerten gibt es hier Panels mit Musikern, Managern und anderen Experten aus dem Metal-Bereich, aber auch WorkShops und eine Fragestunde mit den W:O:A-Organisatoren stehen auf dem Programm.

### Wacken-Roadshow

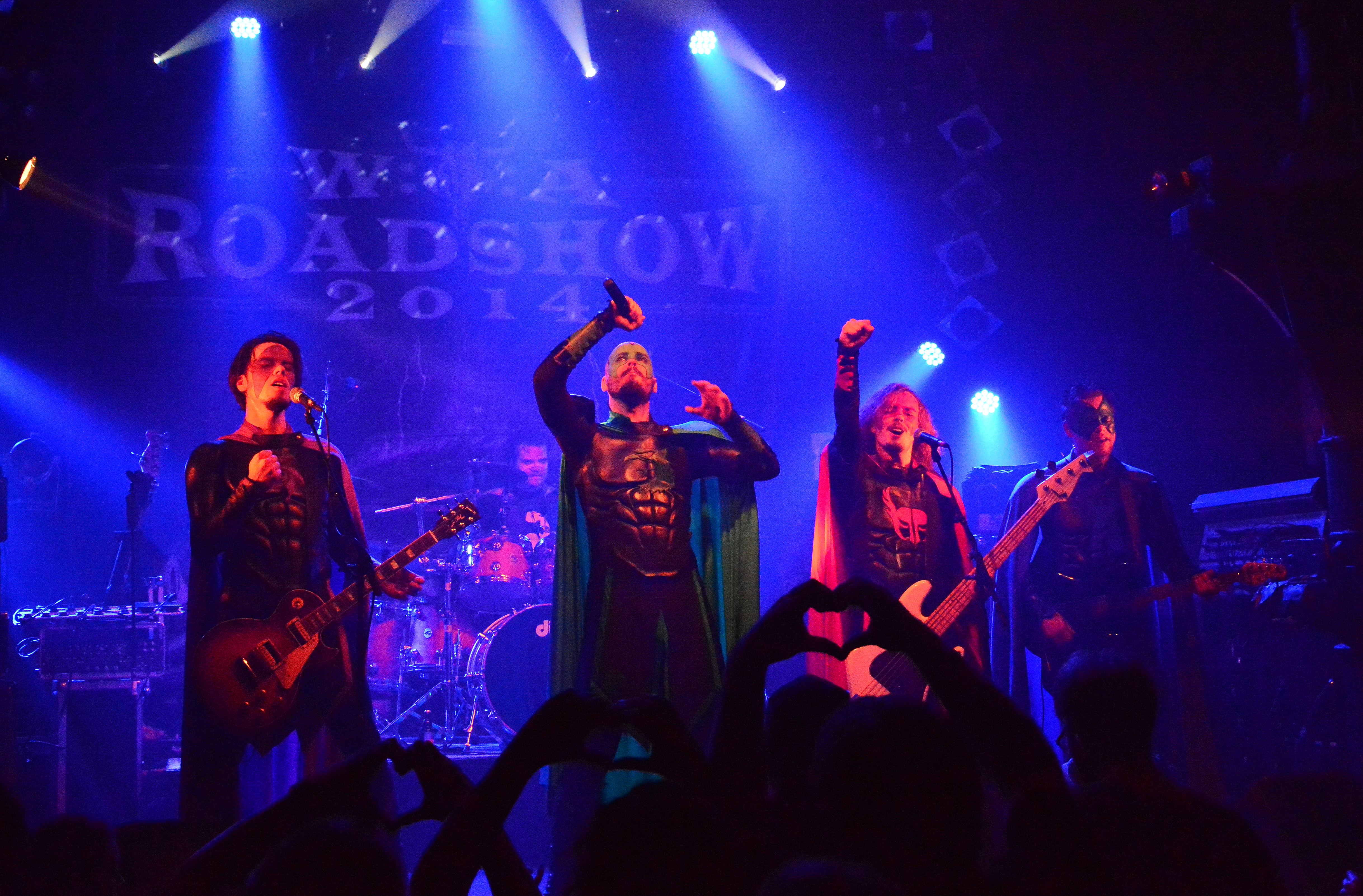
Grailknights bei der Wacken Roadshow 2014

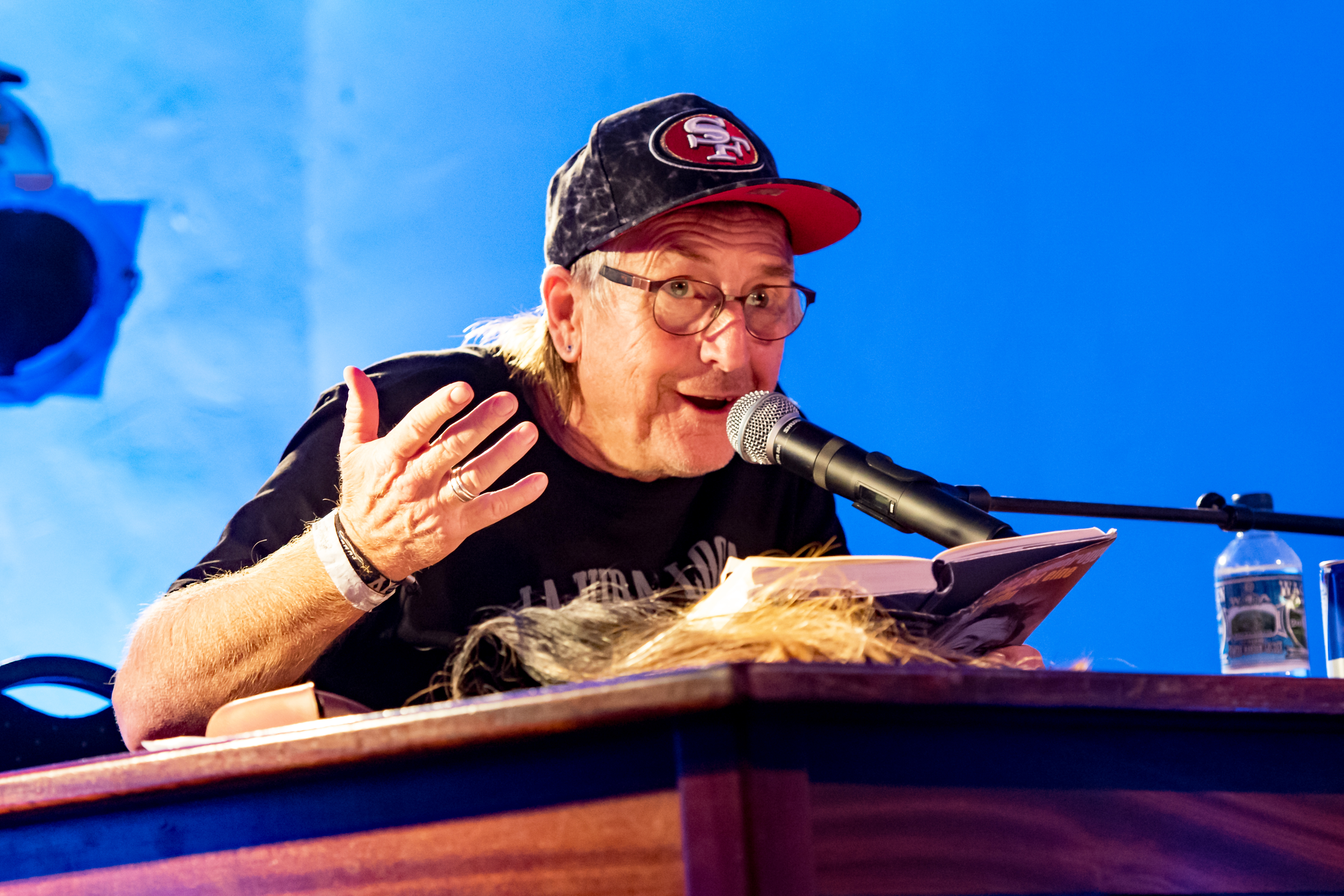
Martin Semmelrogge bei einer Lesung im Zum Wackinger 2017

Bei der Wacken Roadshow touren mehrere Bands unter dem Wacken-Open-Air-Banner durch Europa. Die Konzerte sind eine Ergänzung zu den vielerorts organisierten Warm-up-Partys.

### Metal Monday
Im Sommer 1990 fand erstmals im Hamburger Knust der Metal Monday statt. Fünf Jahre lang spielten jeden Montag regionale, nationale und internationale Metalbands wie De la Cruz, 5th Avenue und King Køng im Knust. Nach fast 20 Jahren Pause wurde 2014 der Metal Monday vom Veranstalter des Wacken Open Air in Zusammenarbeit mit dem Knust, Seaside Touring, All Access und Hamburg Konzerte wiederbelebt. Unter dem Motto „Immer drei Bands – immer kleiner Eintritt“ treten einmal im Monat Metal, Rock und Folkrockbands auf. Neben regionalen Bands werden immer auch internationale Newcomer eingeladen.

### Zum Wackinger
Der ehemalige Landgasthof Zur Post in Wacken aus dem Jahr 1919 ist seit Jahrzehnten der Dreh- und Angelpunkt für das Dorf und die umliegenden Gemeinden. 1990 wurde hier von den damaligen Barkeepern Thomas Jensen und Holger Hübner der Grundstein für das heutige Wacken Open Air gelegt. Er wird heute zur Beköstigung der Mitarbeiter und für Geschäftszwecke genutzt. Hier findet auch die Eventreihe „Zum Wackinger“ statt, bei der in regelmäßigen Abständen Künstler aus den Bereichen Musik, Comedy und Unterhaltung auftreten. Seit 2016 findet hier das zweitägige Mittelaltergelage mit Gauklern und Barden statt.

### Metal Church

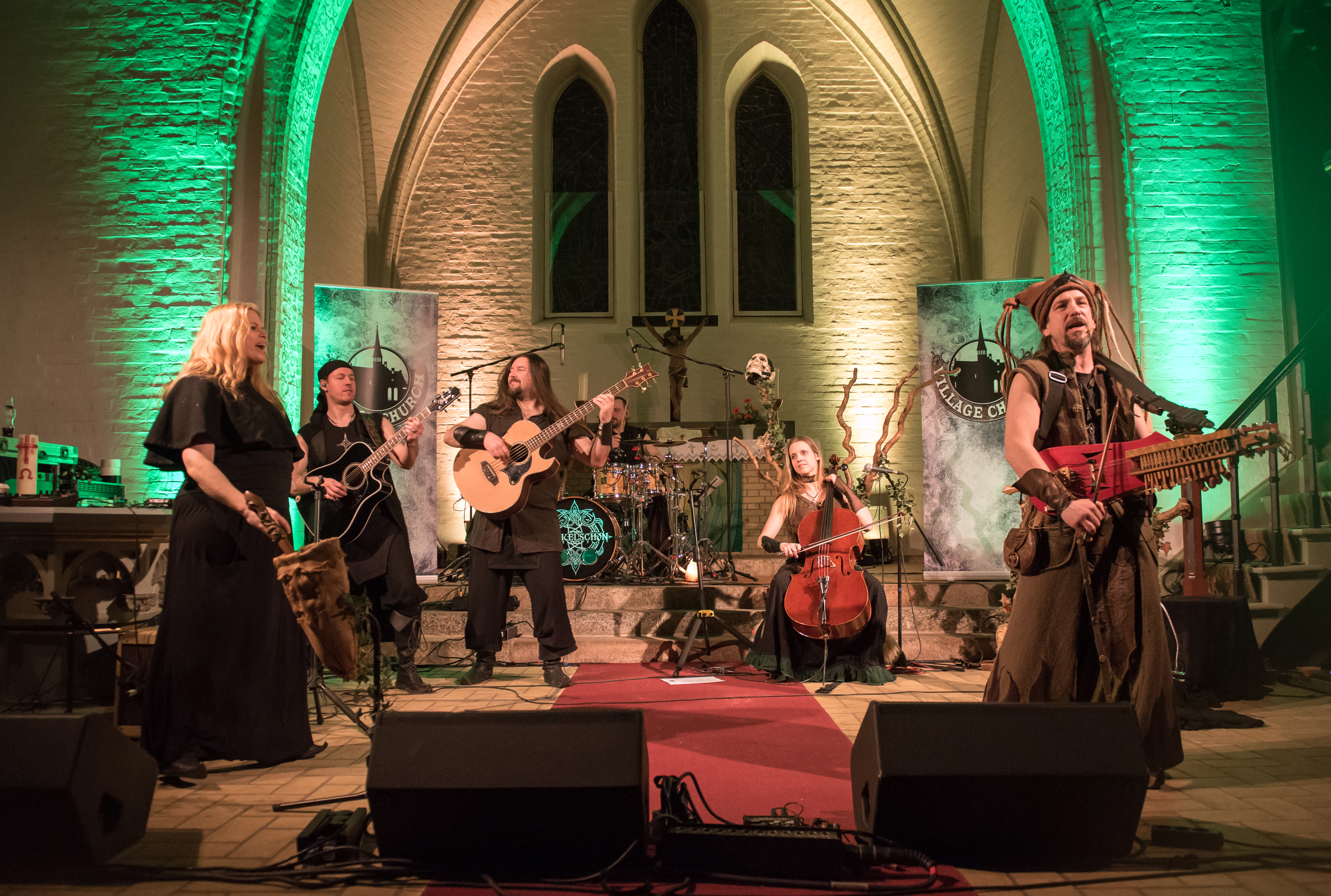
Dunkelschön in der Metal Church bei den Wacken Winter Nights

Die evangelisch-lutherische Heiligen-Geist-Kirche (Village Church) in Wacken gehört der lutherischen Gemeinde in der Evangelisch-Lutherischen Kirche in Norddeutschland. Sie wird während des Wacken Open Air und der Wacken Winter Nights zur Metal Church. Bei diesen Festivals wird dort der Metalgottesdienst abgehalten und es treten Bands der Folk- und Mittelalterszene in der Kirche auf.

### Wacken Winter Nights
Die Wacken Winter Nights (WWN), ein dreitägiges Folk- und Mittelalter-Open-Air-Festival, fanden zum ersten Mal im Februar 2017 bei Temperaturen von −2 bis −6 °C in Wacken statt. Die Erstauflage des Festivals war bereits einige Wochen im Voraus mit über 3500 Besuchern ausverkauft, die zum großen Teil vor Ort auf dem Campinggelände übernachteten. Eine Zweitauflage des Festivals fand vom 23. bis zum 25. Februar 2018 statt. Aufgrund der Bebauung des vorjährigen Campgrounds wurden die Übernachtungsmöglichkeiten auf Teile der Flächen verlegt, die auch beim regulären Open Air genutzt werden. Der Fußweg verlängerte sich auf etwa 15 Minuten. Mit 4000 Besuchern war auch die Veranstaltung 2018 ausverkauft. Bei der dritten Veranstaltung 2019 wurde das Festivalgelände deutlich vergrößert und es nahmen 5000 Besucher teil. Für den 14. bis 16. Februar 2020 waren die vierten WWN geplant, die letztlich jedoch ausfallen mussten. Unter dem Titel Wacken Winter Nights Spectaculum versucht der Landgasthof Wacken seit 2023, die Tradition der Winter Nights in kleinerem Rahmen wieder aufleben zu lassen.
| Datum             | Bands                            | zahlende Besucher                | Preis                            | aus- verkauft                    | Quelle        |
| ----------------- | -------------------------------- | -------------------------------- | -------------------------------- | -------------------------------- | ------------- |
| 10.–12. Feb. 2017 |                                  | 350000                           | 069 €                            | Ja                               | [ 73 ]        |
| 23.–25. Feb. 2018 | 35                               | 4000                             |                                  | Ja                               |               |
| 23.–25. Feb. 2019 | 34                               | 5000                             | 089 €                            |                                  |               |
| 14.–16. Feb. 2020 | ausgefallen (Sturmtief Victoria) | ausgefallen (Sturmtief Victoria) | ausgefallen (Sturmtief Victoria) | ausgefallen (Sturmtief Victoria) | [ 74 ]        |
| 18.–20. Feb. 2021 | ausgefallen (COVID-19-Pandemie)  | ausgefallen (COVID-19-Pandemie)  | ausgefallen (COVID-19-Pandemie)  | ausgefallen (COVID-19-Pandemie)  | [ 75 ]        |
| 18.–22. Feb. 2022 | ausgefallen (COVID-19-Pandemie)  | ausgefallen (COVID-19-Pandemie)  | ausgefallen (COVID-19-Pandemie)  | ausgefallen (COVID-19-Pandemie)  | [ 76 ]        |
| 03.–04. März 2023 | 5                                | ca. 400                          | ???                              | ???                              | [ 77 ] [ 78 ] |
| 01.–02. März 2024 | 7                                | ???                              | 039,50 €                         | ???                              | [ 79 ]        |

### StrongmanRun
Der Fisherman’s Friend StrongmanRun fand im April 2016 erstmals auf dem Metal-Festivalgelände in Wacken statt. Mit dem Debüt in Wacken wurde die StrongmanRun-Saison offiziell eingeläutet. Etwa 3000 teilweise bunt-kostümierte Teilnehmer nahmen an dem Lauf über die 20 km lange Strecke mit 40 Hindernissen teil. 2017 fand der StrongmanRun auf dem Festivalgelände statt.

### Wacken Rocks
Unter dem Namen Wacken Rocks fanden in der Vergangenheit mehrere Open-Air-Festivals statt, die den Flair des Wacken Open Air in andere Gegenden transportieren sollten.

### Full Metal Mountain

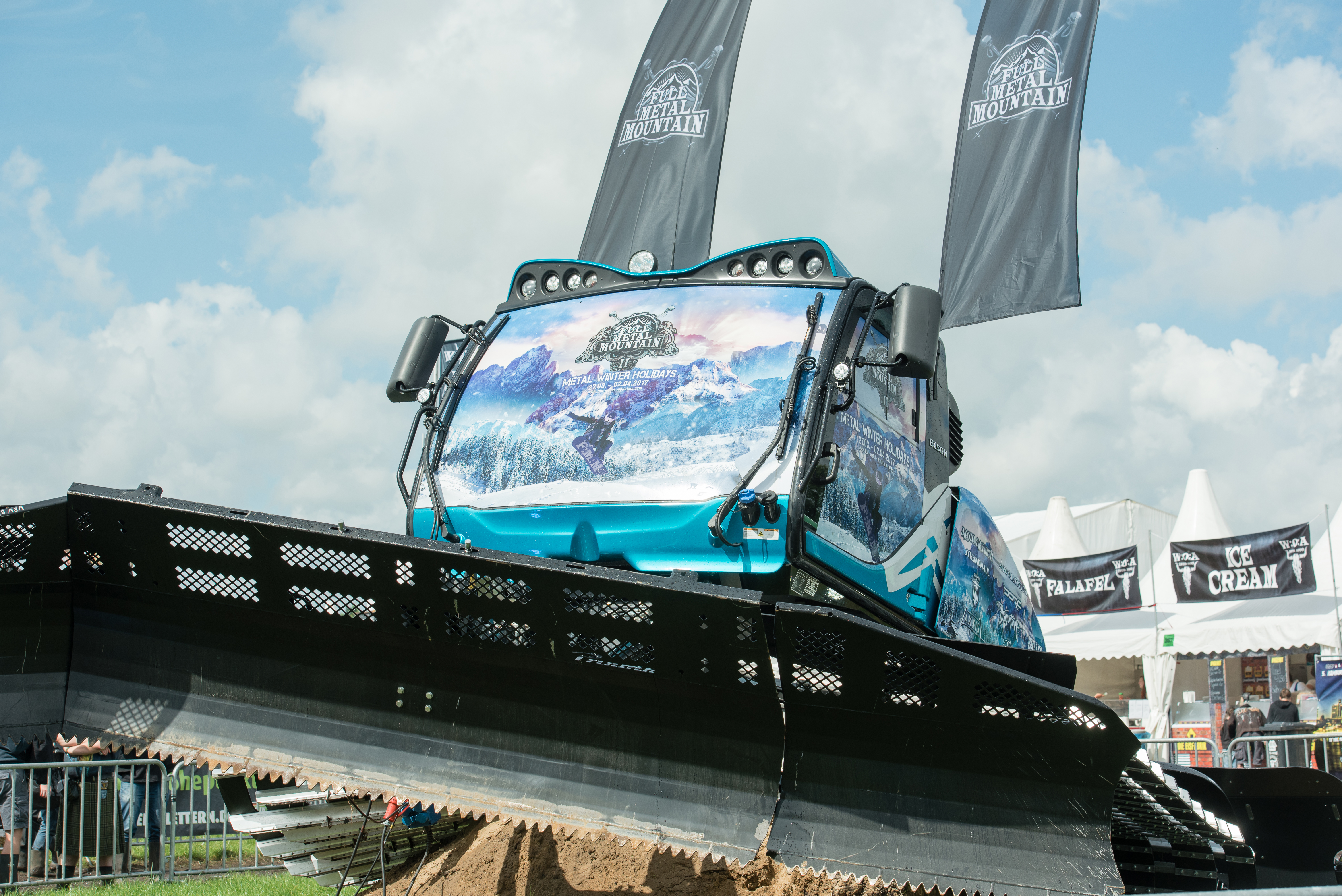
Pistenraupe als Werbeträger für das Full Metal Mountain 2017

Unter dem Namen Full Metal Mountain fand jeweils im Winter 2016, 2017 und 2018 jährlich eine Ski-Reise für Metalfans in das österreichische Nassfeld statt. Dabei waren jeweils zahlreiche Bands und Künstler vor Ort. Für 2019 wurde das Festival ersatzlos abgesagt.

### Full Metal Holiday
In Planung und Vorbereitung ist eine Urlaubsreise unter dem Titel Full Metal Holiday – Destination Mallorca für Metalfans nach Mallorca zum dortigen Strand mit Metalkonzerten, die vom 14. bis 21. Oktober 2018 erstmals stattfand. Ursprünglich war das Event bereits für 2017 auf Ibiza geplant, wurde dann jedoch auf 2018 und Mallorca verschoben. 2019 fand die zweite Auflage von Full Metal Holiday auf Mallorca statt und 2020 soll es vom 12. bis zum 19. Oktober 2020 eine weitere geben.

### Bullhead City
Nach zweimaliger coronabedingten Absage des Wacken Open Air (2020 und 2021) soll zum ersten Mal vom 16.–18. September 2021 Bullhead City stattfinden.
Auf mehreren Bühnen, von der eigens konzipierten Hauptbühne auf der Bullhead City Plaza, sind drei jeweils eigenständige Festivaltage geplant. Die Kapazität soll begrenzt und mit den zuständigen Behörden abgestimmt werden. Auf Grund der begrenzten Camping-Übernachtungsmöglichkeiten vor Ort sollen neben 3-Tages-Tickets auch 1-Tages-Tickets angeboten werden.

## Entwicklung des W:O:A in Zahlen
Die Grafik und die nachfolgende Tabelle zeigen die vom Veranstalter veröffentlichte Entwicklung von Preisen, Besucherzahlen und die Bandanzahl der vergangenen Festivals. Die Preise beziehen sich jeweils auf ein 3-Tages-Ticket und ab 2023 auf ein 4-Tages-Ticket (inkl. Parken und Campen) im Vorverkauf (ohne zusätzliche Gebühren).
| Jahr   | Bands | Teilnehmer | zahlende Besucher | Preis (EUR) | Preis (DM)  | Erhöhung in % | Ausverkauft                   |
| ------ | ----- | ---------- | ----------------- | ----------- | ----------- | ------------- | ----------------------------- |
| 1990   | 6     | 800        | N/A               | 6,14        | 12          | -             |                               |
| 1991   | 7     | 1300       | N/A               | 7,67        | 15          | 25 %          |                               |
| 1992   | 26    | 3500       | N/A               | 17,90       | 35          | 133,3 %       |                               |
| 1993   | 32    | 3500       | N/A               | 23,01       | 45          | 28,8 %        |                               |
| 1994   | 29    | 4500       | N/A               | 19,94       | 39          | −13,3 %       |                               |
| 1995   | 33    | 5000       | N/A               | 20,05       | 39,21       | 0,5 %         |                               |
| 1996   | 32    | 8000       | N/A               | 25,05       | 49          | 25 %          |                               |
| 1997   | 47    | 10.000     | N/A               | 35,28       | 69          | 40,8 %        |                               |
| 1998   | 71    | 20.000     | N/A               | 35,28       | 69          | 0 %           |                               |
| 1999   | 82    | 22.000     | N/A               | 40,39       | 79          | 14,5 %        |                               |
| 2000   | 69    | 25.000     | N/A               | 40,90       | 80          | 1,5 %         |                               |
| 2001   | 79    | 25.000     | N/A               | 50,62       | 99          | 23,8 %        |                               |
| Jahr   | Bands | Teilnehmer | zahlende Besucher | Preis (EUR) | Preis (EUR) | Erhöhung in % | Ausverkauft                   |
| 2002   | 80    | 27.500     | N/A               | 50          | 50          | −1,2 %        |                               |
| 2003   | 61    | 30.000     | N/A               | 50          | 50          | 0 %           |                               |
| 2004   | 62    | 48.000     | N/A               | 68          | 68          | 36 %          |                               |
| 2005   | 65    | 40.000     | N/A               | 79          | 79          | 16,2 %        |                               |
| 2006   | 56    | 48.000     | N/A               | 79          | 79          | 0 %           |                               |
| 2007   | 75    | 72.000     | 60.000            | 99          | 99          | 25,3 %        | 339 Tage                      |
| 2008   | 71    | 75.000     | N/A               | 109         | 109         | 10,1 %        | 221 Tage                      |
| 2009   | 80    | 77.000     | N/A               | 130         | 130         | 19,3 %        | 149 Tage                      |
| 2010   | 123   | 82.500     | 75.000            | 130         | 130         | 0 %           | 247 Tage                      |
| 2011   | 125   | 85.870     | 75.000            | 130         | 130         | 0 %           | 187 Tage                      |
| 2012   | 137   | 85.000     | 75.000            | 150         | 150         | 15,4 %        | 121 Tage                      |
| 2013   | 135   | 84.500     | 75.000            | 150         | 150         | 0 %           | 47 Tage                       |
| 2014   | 132   | 84.500     | 75.000            | 170         | 170         | 13,3 %        | 43 Stunden                    |
| 2015   | 158   | 84.500     | 75.000            | 170         | 170         | 0 %           | 12 Stunden                    |
| 2016   | 157   | 84.500     | 75.000            | 190         | 190         | 11,8 %        | 23 Stunden                    |
| 2017   | 170+  | 85.000     | 75.000            | 220         | 220         | 15,8 %        | 309 Tage                      |
| 2018   | 197   | 85.000     | 75.000            | 220         | 220         | 0 %           | 346 Tage                      |
| 2019   | 218   | 85.000     | 75.000            | 221         | 221         | 0,5 %         | 4 Tage                        |
| 2020 a | 0     | 0          | 0                 | 239         | 239         | 8,1 %         | 21 Stunden                    |
| 2021 a | 0     | 0          | 0                 | 239         | 239         | 0 %           |                               |
| 2022   | 195   | 100.000    | 83.400            | 239         | 239         | 0 %           | kein offizieller Vorverkauf b |
| 2023 c | 218   | 61.000     | 61.000            | 299         | 299         | 25,1 %        | 5 Stunden                     |
| 2024   | 202   |            | 85.000            | 333 d       | 333 d       | 11,4 %        | 4,5 Stunden                   |
| 2025   |       |            | 85.000            | 333 e       | 333 e       | 0 %           | 57 Tage                       |
| 2026   |       |            |                   | 351         | 351         | 5,4 %         |                               |

## Dokumentationen und Rezeption

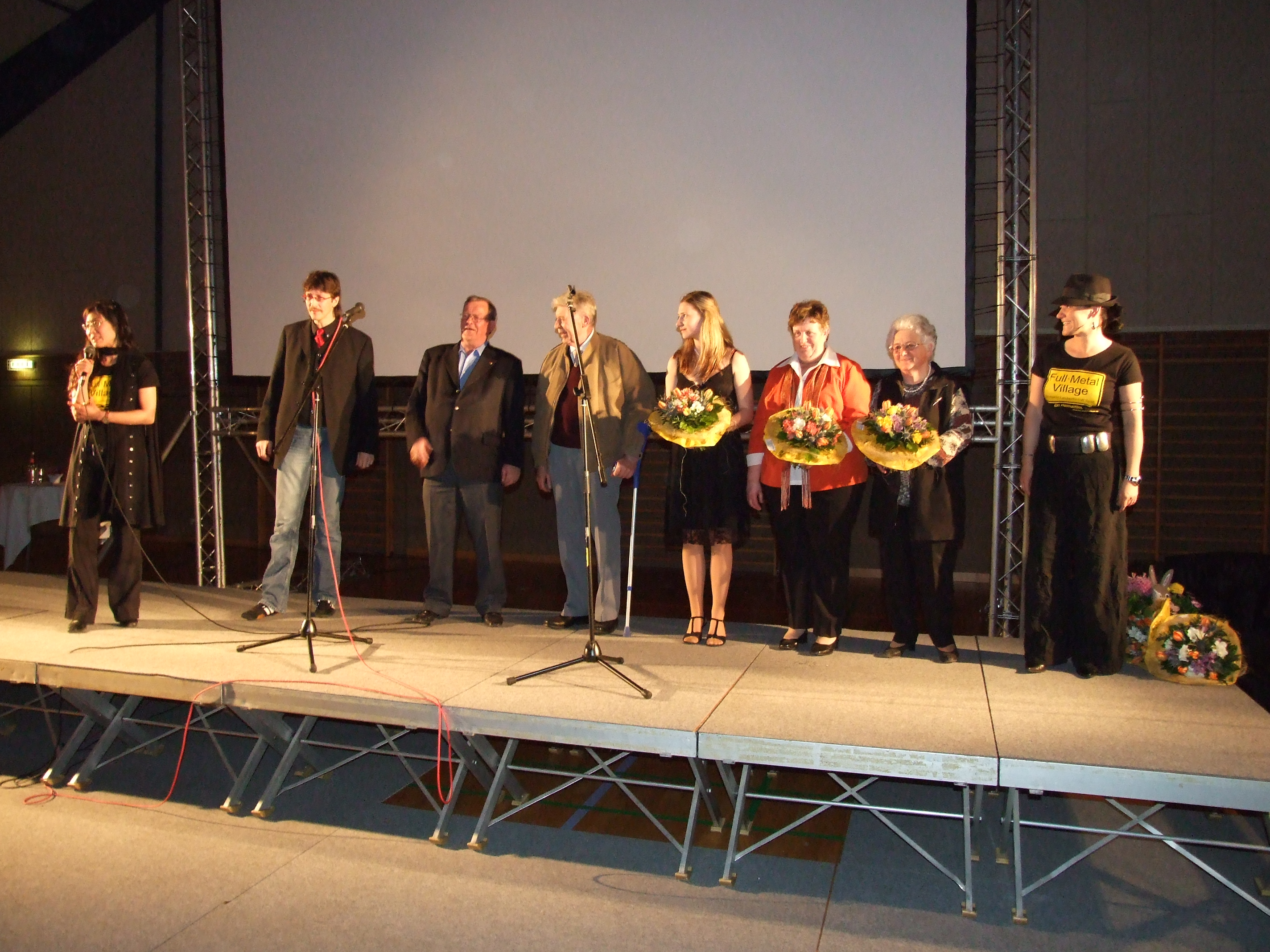
V. l. n. r.: Regisseurin Cho Sung-Hyung, Moderator Bernd Stölting und Charaktere aus dem Film bei der Vorpremiere in Wacken: Uwe Trede, Klaus Plähn, Ann-Kathrin Schaak, Lore Trede, Irma Schaack

Seit 1999 entstanden verschiedene Dokumentarfilme über das W:O:A. Der erste Dokumentarfilm über das Festival, Metalheads – the official documentary, entstand 1999 anlässlich des 10-jährigen Bestehens und wurde von Rock Hard 2000 auf VHS veröffentlicht. Das Filmteam lebte zehn Tage bis zum eigentlichen Festivalstart auf dem Gelände und dokumentierte die Arbeit der Menschen, die für den Aufbau zuständig waren, die Bauern wie Uwe Trede, die Dorfbewohner, die Fans und die Veranstalter. Obwohl der Film Ausschnitte von Auftritten einzelner Bands sowie Interviews mit den Künstlern zeigt, sieht er sich eher als Behind-the-Scenes-Dokumentarfilm. Der Film wurde mit einfachsten Mitteln, einer professionellen Hi8 und einer Mini-DV Kamera und einem dreiköpfigen Team, produziert und von den Veranstaltern damals als eine Art „Testballon“ zum Thema Film gesehen. Insgesamt wurden laut Veranstalter 10.000 Kopien erstellt und verkauft. Zum 15. W:O:A wurde der Film Nordland gedreht, allerdings nur zur internen Promotion verwendet. Beide Filme stammen von Thomas Greiner.
Im Dokumentarfilm Metal – A Headbanger’s Journey von Sam Dunn aus dem Jahr 2005 wird vom Wacken Open Air berichtet. Das Festival wird hier als Mekka des Heavy-Metal bezeichnet. Der in den Jahren 2005 und 2006 entstandene Film Full Metal Village von Regisseurin Cho Sung-hyung porträtierte den Umgang der Wackener Bevölkerung mit dem Festival. Er wurde 2006 mit dem Hauptpreis des Hessischen Filmpreises und mit dem Schleswig-Holstein Filmpreis „Beste Dokumentation“ ausgezeichnet. 2007 bekam Full Metal Village als erster Dokumentarfilm überhaupt den Max Ophüls Preis für Nachwuchsfilmemacher. Der WDR-Rockpalast porträtierte das Festival 2006, 2007 und 2009 in einer jeweils zweistündigen Dokumentation. Auch der Sender DMAX war mit einem Kamerateam dabei und brachte eine einstündige Dokumentation über den Aufbau des W:O:A 2007.
Das ZDF drehte über das Wacken Open Air 2008 die halbstündige Reportage Ein Dorf und 100.000 Rockfans.
Die oben genannten Produktionen sind inhaltlich fast identisch; sie lassen die Besucher, Organisatoren und die Bürger von Wacken zu Wort kommen und stellen das Festival durchwegs positiv dar. Allerdings wird allmählich kritisiert, dass die Feuerwehrkapelle zu sehr in den Vordergrund gerückt wird. In den drei Rockpalast-Dokumentationen liegt der Schwerpunkt mehr auf Interviews mit den Musikern und den Auftritten der Bands.
Einen anderen Blickwinkel bietet die Low-Budget-Produktion Metaller die auf Brüste starren (Titel in Anlehnung an Männer die auf Ziegen starren), die fünf Festivalteilnehmer während ihres Aufenthalts bei Wacken abdrehten. Als offizieller Produzent wird der „Offene Kanal Bad Offenbach“ genannt. Der Film zeigt das Festival aus dem (subjektiven) Blickwinkel der Filmemacher und kommentiert das Geschehen im Stil des New Journalism. Im Gegensatz zu anderen Dokumentationen liegt der Fokus hier auf den Fans. Strittig ist die Frage, ob es sich dabei noch um eine Dokumentation im eigentlichen Sinne handelt oder ob der Film der reinen Unterhaltung dient. Die Filmemacher selbst gehen dieser Frage aus dem Weg und ordneten ihr Werk in das Genre „Trash-Dokumentation“ ein. Der Film feierte am 5. Mai 2011 Kinopremiere.
Schleswig-Holsteins Ministerpräsident Peter Harry Carstensen (CDU) sagte zur Eröffnung von W:O:A 2009: „Ich komme nicht her, um die Musik zu hören, aber ich identifiziere mich mit dem Festival“.
Ausgewählte Konzerte des Wacken Open Air 2014 wurden in einem Online-Stream live übertragen. Die Kooperation aus Spiegel Online und Arte stellte außerdem einige Auftritte als Video on Demand zur Verfügung.
Zum 30. Jubiläum veröffentlichte die Norddeutsche Rundschau eine Extrabeilage, die Einblicke in die Organisation des Wacken Open Air gewährt. Ebenso zum 30. Jubiläum gibt es eine Sonderausstellung im Kreismuseum Prinzeßhof in Itzehoe.
2022 wurden auf dem Festival der Tatort Borowski und das unschuldige Kind von Wacken sowie die Serie Legend of Wacken gedreht. Letztere erschien im Juli 2023 auf RTL+.
Im Juli 2025 erschien mit dem Lustigen Taschenbuch Heavy Metal eine Kooperation zwischen den Veranstaltern und dem Egmont Ehapa-Verlag. In diesem Zuge entstand auch ein eigener Comic mit Donald Duck, der in Wacken (dort als „Quacken“ bezeichnet) auftritt.

### Preise/Ehrungen
Bei der Preisverleihung am 11. März 2008 erhielt das W:O:A den Live Entertainment Award (LEA) für das beste Festival des Jahres 2007.
Im Dezember 2019 wurden die Gründer Thomas Jensen und Holger Hübner mit dem Verdienstorden des Landes Schleswig-Holstein ausgezeichnet.

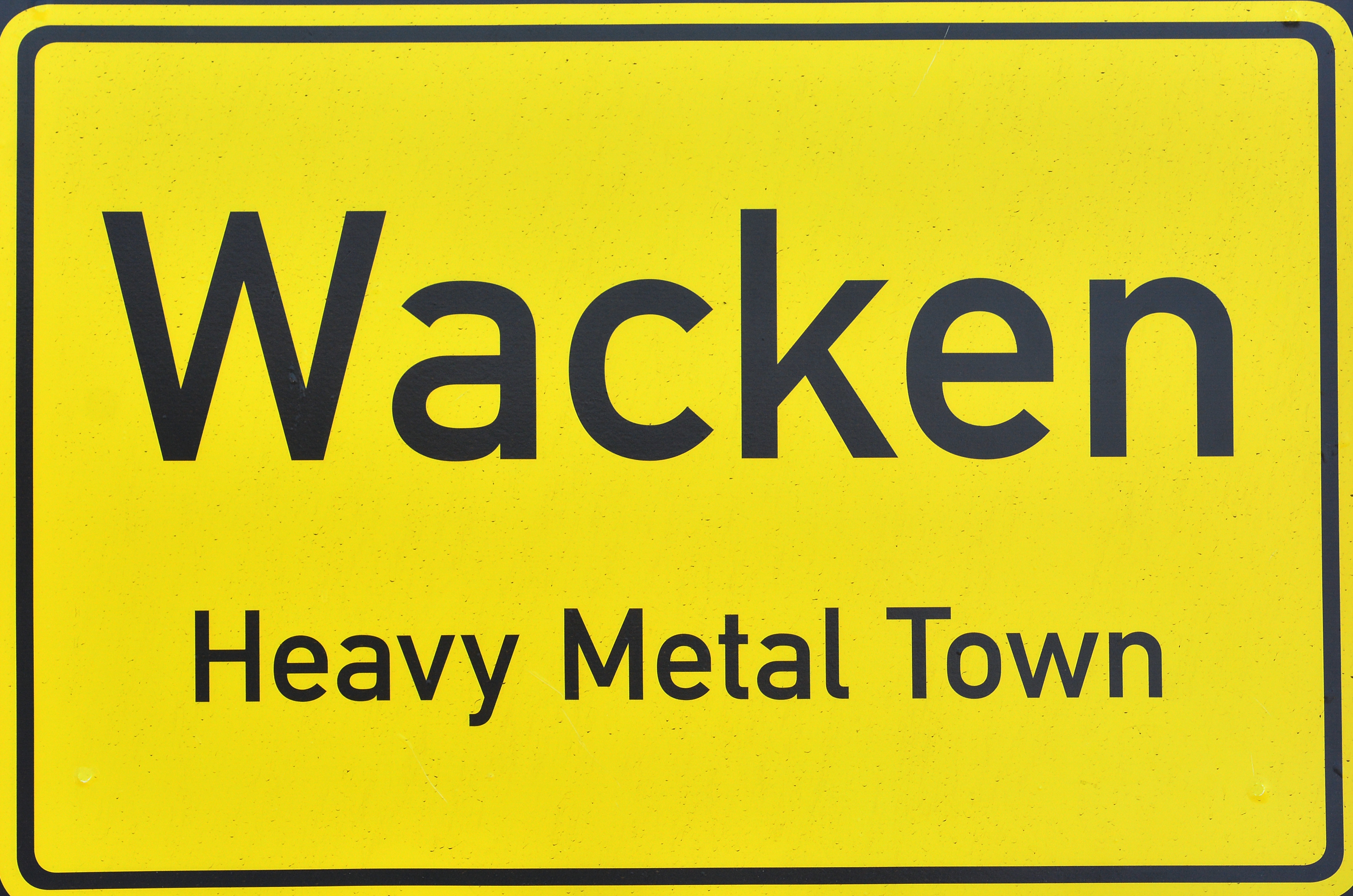
Fiktives Ortsschild beim Wacken Open Air 2014

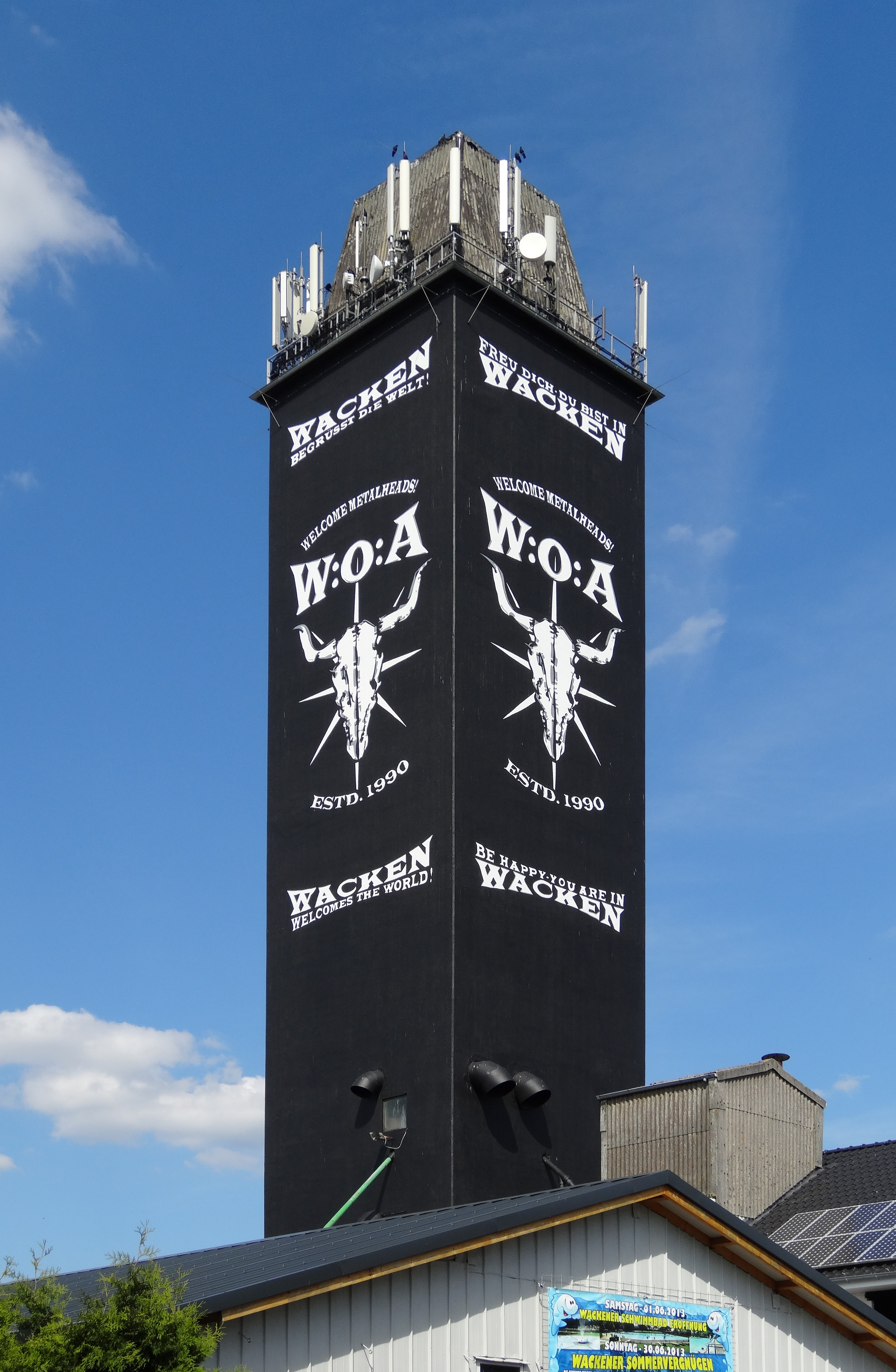
Der Silo der Raiffeisenhauptgenossenschaft im Jahr 2013, weithin sichtbar

### Medien

#### Dokumentarfilme
Insbesondere im deutschen Fernsehen gibt es aus den letzten Jahren zahlreiche Dokumentationen des Wacken-Open-Air. Die folgende Liste ist entsprechend unvollständig:
- Metalheads, Dokumentation zum 10-jährigen Bestehen des Wacken Open Air (Regie: Thomas Greiner)
- Nordland, Dokumentation zum 15-jährigen Bestehen des Wacken Open Air (Regie: Thomas Greiner)
- Full Metal Village, 2006 (Regie: Cho Sung-hyung)
- Ein Dorf im Ausnahmezustand – Ein Dorf im Ausnahmezustand / Drei-Tage-Festival von Wacken – Bauernschlau und Heavy-Metal, 2006 (Film von Petra Petersen, NDR)
- Rockpalast (WDR), Festival Wacken-Open-Air, 2006, 2007 und 2009, jeweils ca. 2 h Dokumentation, kann kostenlos in der Mediathek der öffentlich-rechtlichen Sendeanstalt heruntergeladen werden (Stand Februar 2016)
- Wahnsinn Wacken, 2007 (DMAX) ca. 1 h Dokumentation[116]
- Ein Dorf und 100.000 Rockfans, 2008 (ZDF)
- Metaller die auf Brüste starren, 2010
- Road To Wacken – The Movie, 2011
- Heavy Metal auf der Wiese, 2011 (NDR) (Regie: Manfred Studer)
- Heavy Metal trifft Karniggels – Detlev Buck goes Wacken, 2012 (NDR) (Regie: Nils Utzig)
- Heiter, harder, louder, 2013 (NDR) (Regie: Nils Utzig)
- Alles auf Schwarz – Wacken!!! Sarnau und Hübner bei den Metalheads, 2013 (NDR) (Regie: Nils Utzig)
- Wacken 3D, 2014 (Regie: Norbert Heitker) – auch in 2D.
- 25 Years Louder Than Hell – The W:O:A Documentary, Jun 2015, DVD/BluRay, 3 Eps. 45 min, 1 h 5 min, 42 min, O-Ton: Deutsch, Englisch und Spanisch mit Untertitel Deutsch, Englisch.
- Road To Wacken, 2016 (DMAX) – zweiteilige Dokumentation je ca. 45 min über die Band Blind Guardian, die ihren Auftritt auf dem W:O:A plant, vorbereitet und durchführt, sowie das Festival selbst, seine Besucher, das Dorf Wacken und seine Bewohner.[117]
- Welcome to Wacken – A Documentary Fim in Virtual Reality, Jul 2017 (Regie: Sam Dunn), °360 VR Film in O-Ton Englisch in fünf Teilen, mit Animation des Festivalgeländes.[118][119]
- Wie geht das? Der Wacken-Wahnsinn NDR Fernsehen, August 2018[120]
- Legend of Wacken | Making Of | RTL+ RTL+ Television, Juli 2023[121]
- W:O:A - Wacken Open Air Festival: Schlammfest des Heavy Metal | WELT HD DOKU August 2023[122]

#### Live-Aufnahmen aus Wacken

##### Offizielle Videos und DVDs zum Wacken-Open-Air
Die Veranstalter des Wacken Open Air veröffentlichten von 2003 bis 2019 jedes Jahr eine offizielle Live-DVD des Festivals:
- Metal Overdrive: Wacken Overdrive, 2003
- Armageddon Over Wacken 2003, 2003
- Armageddon Over Wacken 2004, 2004
- Armageddon Over Wacken 2005, 2005
- Wacken 2006 – Live at W:O:A, 2006
- Wacken 2007: Live at Wacken Open Air, 2007
- Wacken 2008: Live at Wacken Open Air, 2008
- Wacken 2009: Live at Wacken Open Air, 2009
- Wacken 2010: Live at Wacken Open Air, 2010
- Wacken 2011: Live at Wacken Open Air, 2011
- Wacken 2012: Live at Wacken Open Air, 2012
- Wacken 2013: Live at Wacken Open Air, 2014
- Wacken – Der Film, 2014[123]
- 25 Years of Wacken: Snapshots, Scraps, Thoughts & Sounds, 2015
- Wacken 2014: Live at Wacken Open Air, 2015
- Live At Wacken 2015 – 26 Years Louder Than Hell, 2016
- Live at Wacken 2016 – 27 Years Louder Than Hell, 2017
- Live at Wacken 2017 – 28 Years Louder Than Hell, 2018
- Live at Wacken 2018 – 29 Years Louder Than Hell, 2019
- Live at Wacken 2019 – 30 Years Birthday Harder Louder than hell, 2019

##### Live-Alben verschiedener Bands
Zahlreiche Bands haben ihre Auftritte beim Wacken Open Air aufgenommen und in Form von Audio-CDs oder DVDs veröffentlicht. Die folgende Liste enthält nur vollständige Live-Alben und keine Alben, bei denen nur einzelne Live-Stücke von dem Festival enthalten sind:
- Hypocrisy – Hypocrisy Destroys Wacken, 1999
- Rose Tattoo – 25 to Live, 2000
- Tygers of Pan Tang – Live at Wacken, 2001
- Grave Digger – Tunes of Wacken, 2002
- Twisted Sister – Live at Wacken: The Reunion, 2005
- Bloodbath – The Wacken Carnage, 2005
- Scorpions – Live at Wacken Open Air 2006
- Emperor – Live at Wacken Open Air 2006
- Dimmu Borgir – The Invaluable Darkness, 2007
- Rage – Live in Wacken 2007 (Bonus-DVD zum Album Carved in Stone), 2008
- Mambo Kurt – The Orgel Has Landed: Live at Wacken, 2008
- Avantasia – The Flying Opera, 2008
- Die Apokalyptischen Reiter – Tobsucht (Reitermania over Wacken & Party.San), 2008
- Atheist – Unquestionable Presence: Live at Wacken, 2009
- Exodus – Shovel Headed Tour Machine – Live at Wacken, 2010
- Grave Digger – The Clans Are Still Marching, 2010
- Immortal – The Seventh Date of Blashyrkh, 2010
- Rage – Live in Wacken 2009 (Bonus-DVD zum Album Strings to a Web), 2010
- At the Gates – Purgatory Unleashed: Live at Wacken, 2010
- Heaven & Hell: Neon Nights – Live at Wacken – 30 Years of Heaven & Hell
- Running Wild – The Final Jolly Roger
- Motörhead – The Wörld Is Ours Vol. 2: Anyplace Crazy as Anywhere Else, 2011
- Saxon – Heavy Metal Thunder – Live – Eagles Over Wacken, 2012
- Sacred Reich – Live At Wacken Open Air, 2012
- Degradead – Live at Wacken And Beyond, 2012
- Megaherz – Götterdämmerung: Live At Wacken 2012, 2012
- Gorgoroth – Live at Wacken 2008 (aufgenommen 2008), 2012
- God Seed – Live at Wacken, 2012
- Atrocity – Die Gottlosen Jahre – Live In Wacken, 2012
- Ministry – Enjoy The Quiet: Live at Wacken 2012, 2013
- Airbourne – Live at Wacken 2011, 2013
- Nightwish – Showtime Storytime, 2013
- Alice Cooper – Raise The Dead : Live From Wacken, 2014
- Circle II Circle – Live at Wacken (Official Bootleg), 2014
- Deep Purple – From the Setting Sun … In Wacken (aufgenommen 2013), 2015
- Sabaton – Heroes On Tour, 2015
- Savatage – Return to Wacken, 2015
- Europe – War Of Kings Special Edition, DVD/BluRay 2 Live at Wacken, 2015
- Danko Jones – Live at Wacken (aufgenommen 2015), 2016
- Judas Priest – Battle Cry, 2016
- Unisonic – Live in Wacken, 2017
- Hansen & Friends – Thank You Wacken live, 2017
- Arch Enemy – As The Stages Burn! (aufgenommen 2016), 2017
- Status Quo – Down Down & Dirty at Wacken (aufgenommen 2017), 2018
- Accept – Symphonic Terror – Live at Wacken 2017 (aufgenommen 2017), 2018
- Parkway Drive – Viva the Underdogs (aufgenommen 2019), 2020
- Sabaton – 20th Anniversary Show (aufgenommen 2019), 2021
- Dream Theater – Lost Not Forgotten Archives: Live at Wacken (2015) (aufgenommen 2015), 2022
- Powerwolf – Hallowed Be The Holy Ground: Live at Wacken 2019 (aufgenommen 2019), 2022
- Dimmu Borgir – Northern Forces Over Wacken (aufgenommen 2018), 2022
- Feuerschwanz – Fegefeuer Live-Bonusalbum Live in Wacken 2022 (aufgenommen 2022), 2023
- Visions of Atlantis – Pirates Over Wacken (Live) (aufgenommen 2022), 2023
- Krokus – Adios Amigos Live @ Wacken (aufgenommen 2019), 2021

#### Weitere Rezeption
In den beiden Kriminalromanen Tod in Wacken und Der Teufel von Wacken verlegt die Autorin Heike Denzau den Tat- und Ermittlungsort ihrer Geschichten auf das Wacken Open Air und beschreibt in diesem Zusammenhang sowohl den Ort als auch das Festival und dessen Besucher.

## Walk of Legends
Am 1. August 2024 wurde am Landgasthof des Dorfes der „Walk of Legends“ eingeführt. Dieser beinhaltet folgende Mitglieder:
- 2024:  Joey Belladonna,  Doro Pesch,  Scorpions[125]

## Songs mit Bezug zum Wacken Open Air
Die Ur-Wacken-Band Skyline von Festival-Gründer Thomas Jensen, der früher E-Bass bei Skyline spielte und das Wacken Open Air unter anderem ins Leben rief, um seiner Rock-Band eine Auftrittsmöglichkeit zu verschaffen, veröffentlichte 2019 mit den beiden Titeln 30 Years Ago und This Is W:O:A zwei Songs über das Festival. Diese werden als Wacken-Hymnen angesehen und auch vom Festival selbst als solche betitelt. Außerdem gibt es von Grave Digger einen Song mit dem Titel Wacken will never die. Unter seinem Pseudonym Onkel Tom schrieb Tom Angelripper den Song Auf nach Wacken, der sich auf dem Album Nunc est bibendum von 2011 befindet. Von U.D.O. stammt ein Stück namens Heavy Metal Wacken Open Air Hymne von 2010. Obwohl musikalisch nicht im Heavy Metal verortet, veröffentlichte der Hip-Hop-Musiker Jan Delay 2014 einen Song mit dem Titel Wacken, der sich ebenfalls um das Festval dreht. 2016 erschien Wacken ist nur einmal im Jahr von der Band J.B.O. auf ihrem Album 11.
Im Juli 2025 veröffentlichten The Butcher Sisters in Kollaboration mit Doro Pesch den Song Wacken mit einem dazugehörigen Musikvideo über das Metal-Festival. Ferner kommt in dem Song We are the Metalheads von Doro die Textzeile „Our soul got a Wacken, a Wacken tattoo“ vor.

## Sonstiges

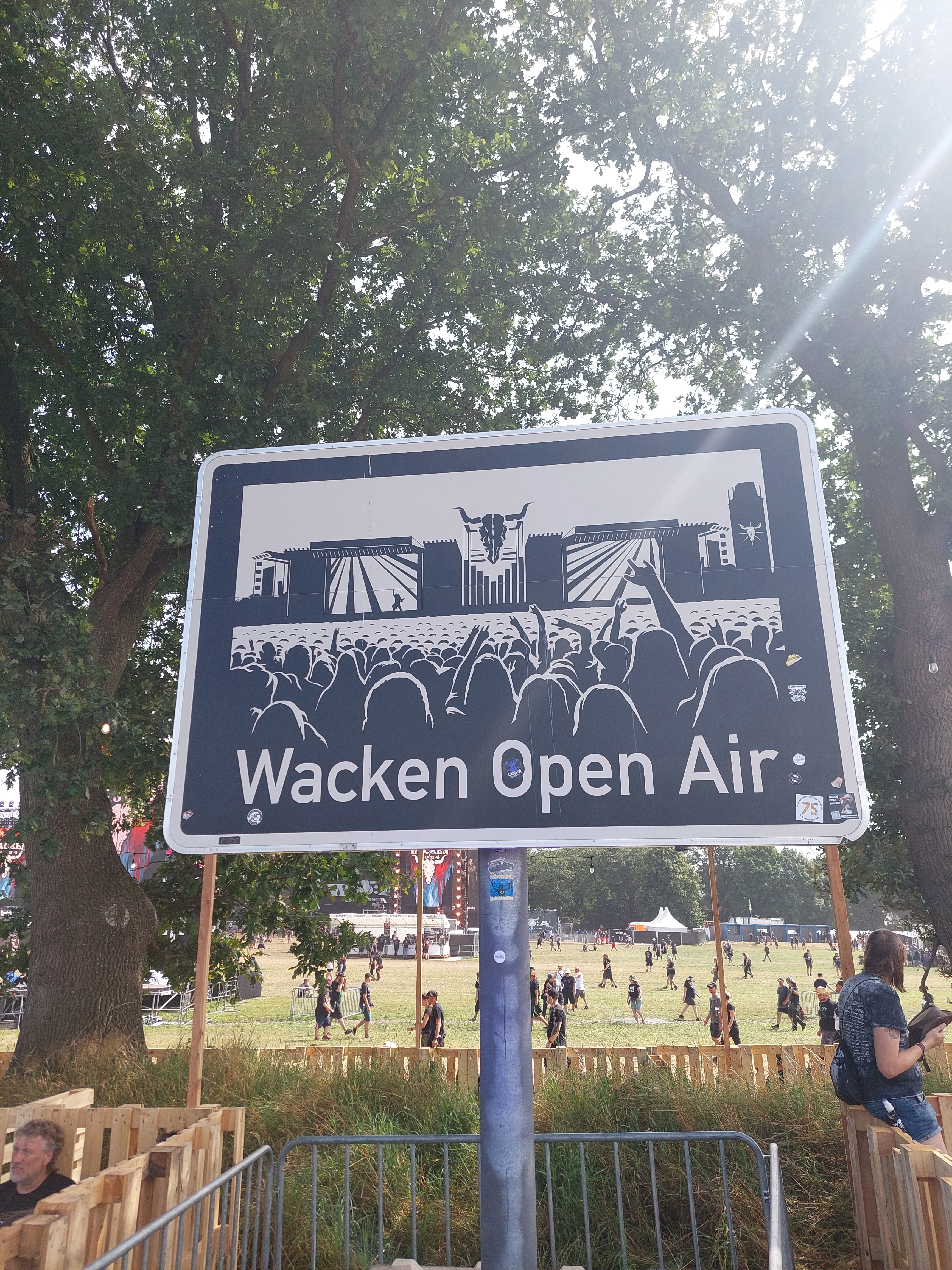
Wacken Open Air Unterrichtungstafel auf dem Infield

2022 wurden an der A23 in beiden Richtungen Touristische Unterrichtungstafeln, welche auf das Wacken Open Air hinweisen angebracht. Auf dem Infield des Festivalgeländes war 2024 ein verkleinertes Exemplar aufgestellt.